# Liste der Biografien/Son
Liste der Biografien |
Portal Biografien |
Personensuche
# |
A |
B |
C |
D |
E |
F |
G |
H |
I |
J |
K |
L |
M |
N |
O |
P |
Q |
R |
S |
T |
U |
V |
W |
X |
Y |
Z |
?
 
Sa |
Sb |
Sc |
Sd |
Se |
Sf |
Sg |
Sh |
Si |
Sj |
Sk |
Sl |
Sm |
Sn |
So |
Sp |
Sq |
Sr |
Ss |
St |
Su |
Sv |
Sw |
Sy |
Sz
 
Soa |
Sob |
Soc |
Sod |
Soe |
Sof |
Sog |
Soh |
Soi |
Soj |
Sok |
Sol |
Som |
Son |
Soo |
Sop |
Sor |
Sos |
Sot |
Sou |
Sov |
Sow |
Sox |
Soy |
Soz
Die Liste der Biografien führt alle Personen auf, die in der deutschsprachigen Wikipedia einen Artikel haben. Dieses ist eine Teilliste mit 739 Einträgen von Personen, deren Namen mit den Buchstaben „Son“ beginnt.

## Son
- Сон (* 1968), russischer Computermusiker
- Son Hee-Song, Benedictus (* 1957), südkoreanischer Geistlicher, römisch-katholischer Bischof von Uijeongbu
- Son Ho-sung (* 1982), südkoreanischer Eishockeytorwart
- Son Little, US-amerikanischer Singer-Songwriter und Musikproduzent
- Sơn Ngọc Minh (1920–1972), kambodschanischer Politiker
- Sơn Tùng M-TP (* 1994), vietnamesischer Popsänger, Songwriter und Schauspieler
- Son, Dam Bi (* 1983), südkoreanische Sängerin
- Son, Eduard (* 1964), sowjetisch-kasachischer Fußballspieler
- Son, Ha-yoon (* 2007), südkoreanische Tennisspielerin
- Son, Hae-kwam (* 1976), südkoreanischer Biathlet
- Son, Heung-min (* 1992), südkoreanischer FußballspielerSon Heung-min (* 1992)

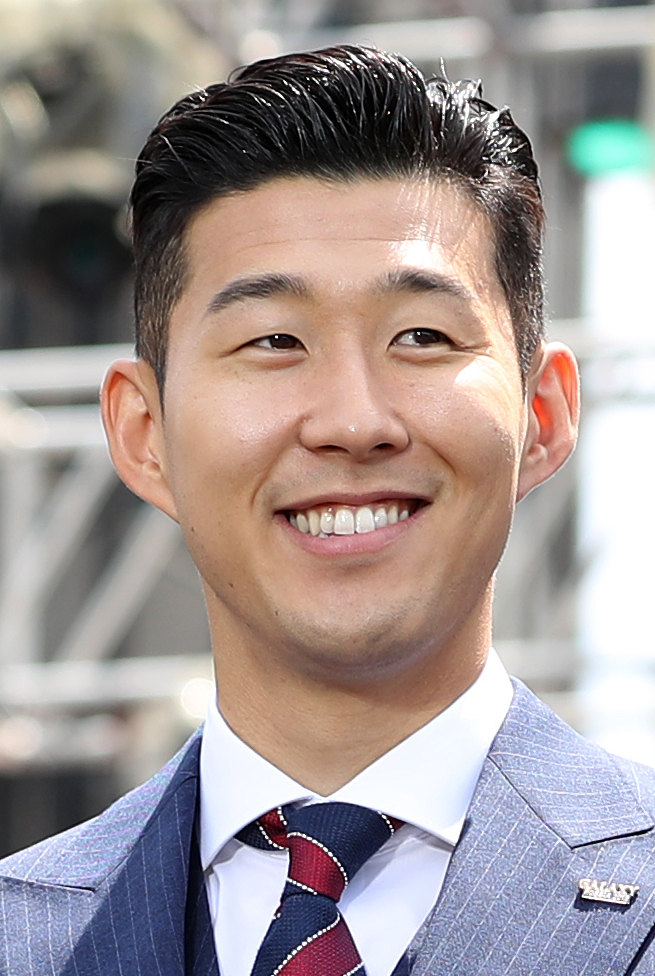
Son Heung-min (* 1992)

- Son, Hwa-yeon (* 1997), südkoreanische Fußballspielerin
- Son, Hyun-jun (* 1972), südkoreanischer Fußballspieler und -trainer
- Son, Igor (* 1998), kasachischer Gewichtheber
- Son, Jan Frans van (* 1661), flämischer Stilllebenmaler
- Son, Joe (* 1970), koreanisch-US-amerikanischer Schauspieler
- Son, Jong-hyun (* 1991), südkoreanischer Fußballspieler
- Son, Jos van (1893–1956), niederländischer Fußballspieler
- Son, Joseph Sam-seok (* 1955), südkoreanischer Geistlicher und römisch-katholischer Bischof von Pusan
- Son, Juan (* 1984), mexikanischer Sänger und Komponist
- Son, Jun-ho (* 1992), südkoreanischer Fußballspieler
- Son, Khem (* 1941), kambodschanischer Radrennfahrer
- Son, Léopold, belgischer Turner
- Son, Louis van (1922–1986), niederländischer Wirtschaftsmanager und Politiker der Katholieke Volkspartij (KVP)
- Son, Masayoshi (* 1957), japanischer UnternehmerMasayoshi Son (* 1957)

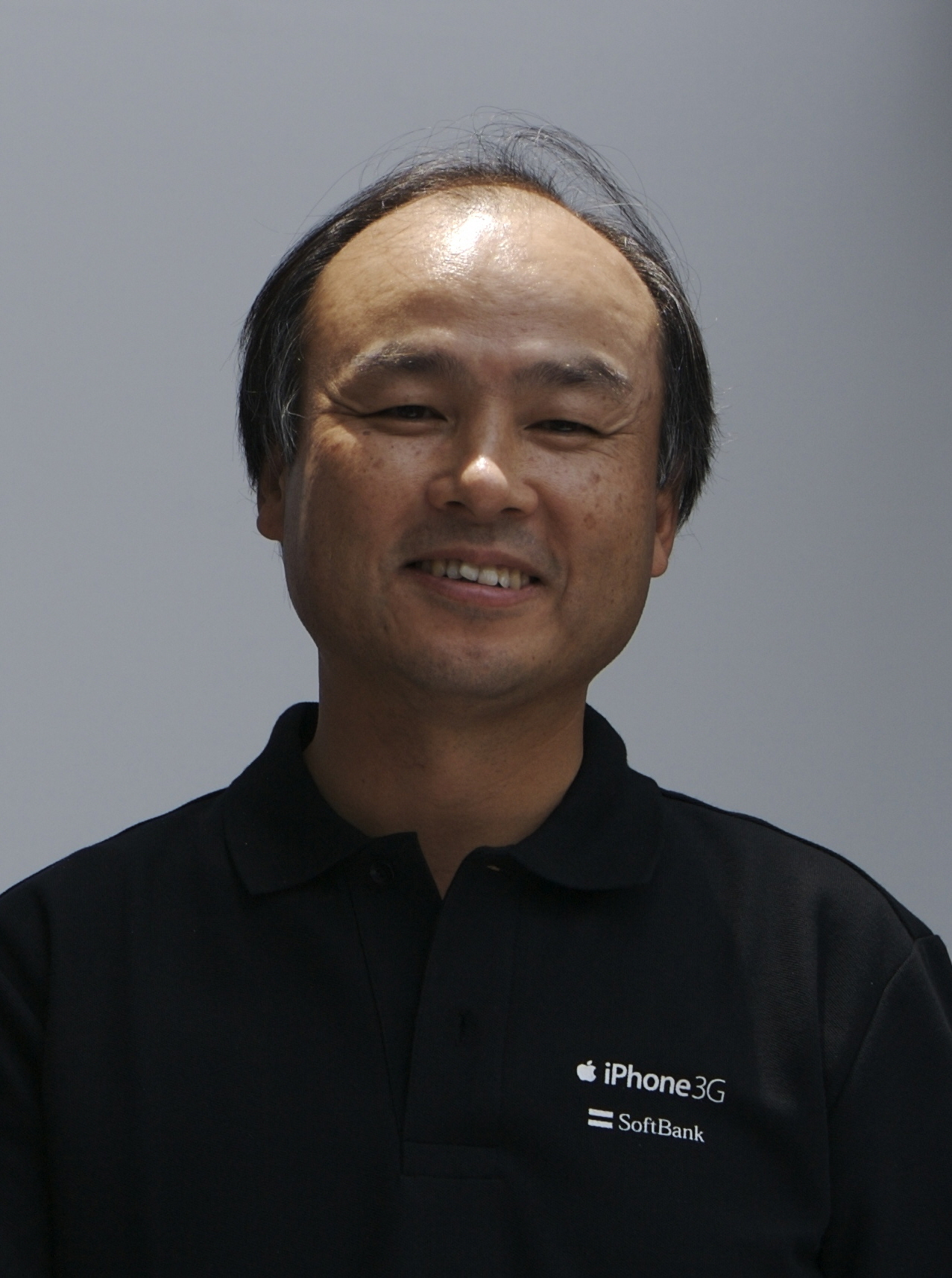
Masayoshi Son (* 1957)

- Son, Mi-na (* 1964), südkoreanische Handballspielerin
- Son, Na-eun (* 1994), südkoreanische Sängerin und Schauspielerin
- Son, Ngoc Thanh (1908–1977), kambodschanischer Nationalist und Politiker
- Son, Paul van (* 1953), niederländischer Energiemanager
- Son, Sang-pil (* 1973), südkoreanischer Ringer
- Son, Sann (1911–2000), kambodschanischer Politiker
- Son, Sasha (* 1983), litauischer Sänger
- Son, Sen (1930–1997), kambodschanischer Politiker, Geheimdienstchef und Verteidigungsminister der Roten Khmer
- Son, Seong-cheol (* 1987), südkoreanischer Wasserspringer
- Son, Sonim (* 1983), japanische Sängerin und Schauspielerin
- Son, Sung-rack (* 1991), südkoreanischer Biathlet
- Son, Tae-jin (* 1988), südkoreanischer Taekwondoin
- Son, Taiga (* 1999), südkoreanischer Fußballspieler
- Sŏn, U-hui (1922–1986), südkoreanischer Schriftsteller
- Son, Wan-ho (* 1988), südkoreanischer Badmintonspieler
- Son, Won-gil (* 1999), südkoreanischer Fußballspieler
- Son, Won-il (1909–1980), südkoreanischer Politiker und Verteidigungsminister
- Son, Yejin (* 1982), südkoreanische SchauspielerinSon Yejin (* 1982)

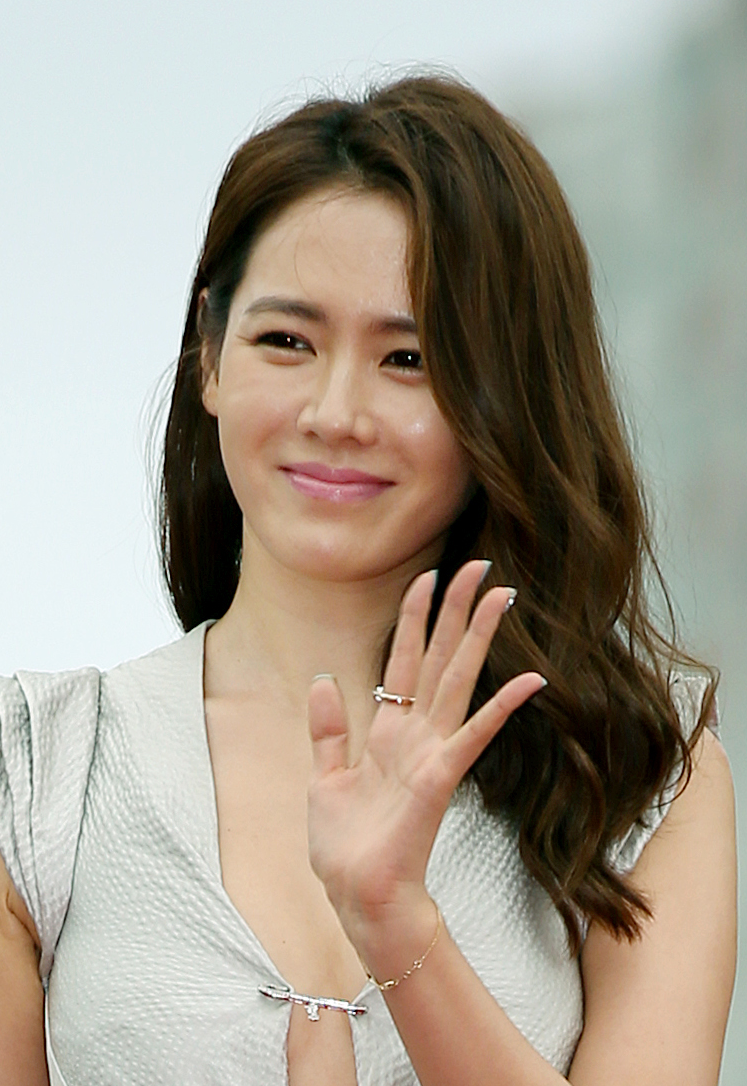
Son Yejin (* 1982)

- Son, Yeol Eum (* 1986), südkoreanische Pianistin
- Son, Yeon-jae (* 1994), südkoreanische rhythmische Sportgymnastin
- Son, Yong-chan (* 1991), südkoreanischer Fußballspieler

### Sona
- Sona Vəlixan (1883–1982), aserbaidschanische Augenärztin, Professorin
- Sonakia, Arun († 2018), indischer Geologe
- Sönam Choglang (1439–1504), tibetischer Buddhist, wurde postum als zweiter Panchen Lama der Gelug-Tradition des tibetischen Buddhismus bezeichnet
- Sönam Chöphel (1595–1658), Regent von Tibet (1642–1658)
- Sönam Gyatsho (1543–1588), dritter Dalai Lama
- Sönam Gyeltshen (1312–1375), Sakya Thridzin
- Sönam Gyeltshen (1386–1434), Geistlicher der Taglung-Kagyü-Schule
- Sönam Tsemo (1142–1182), Meister des tibetischen Buddhismus
- Sonami, Laetitia (* 1957), französische Komponistin, Klang- und Performancekünstlerin
- Sonar, Thomas (* 1958), deutscher Mathematiker

### Sonb
- Sonbol, Sherif (1956–2023), ägyptischer Fotograf
- Sonboly, David (1998–2016), deutsch-iranischer Attentäter

### Sonc
- Sonchat Ratiwatana (* 1982), thailändischer Tennisspieler
- Soncin, Andrea (* 1978), italienischer Fußballspieler und -trainerAndrea Soncin (* 1978)

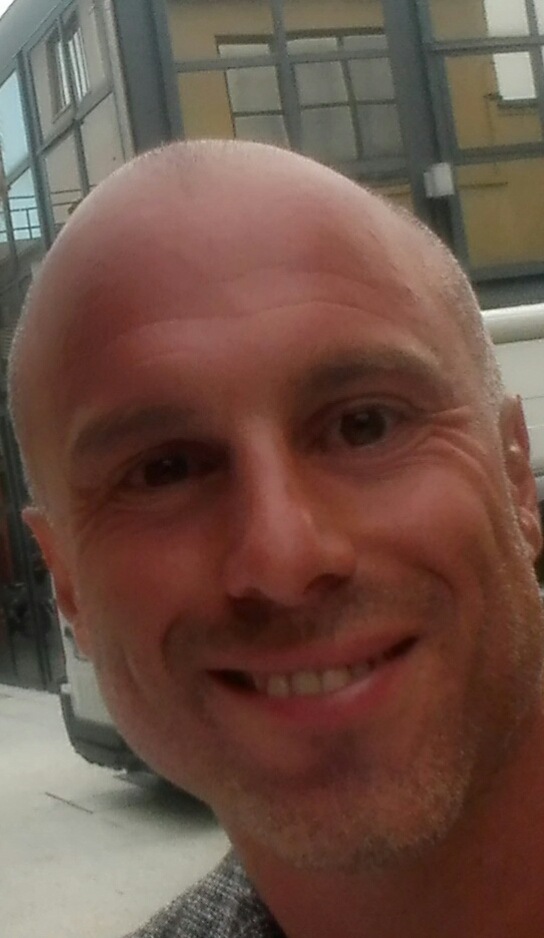
Andrea Soncin (* 1978)

- Sonck, Étienne (* 1946), belgischer Radrennfahrer
- Sønck, Grethe (1929–2010), dänische Sängerin und Schauspielerin
- Sonck, Hannes (1919–1952), finnischer Zehnkämpfer und Dreispringer
- Sonck, Lars (1870–1956), finnischer Architekt der Nationalromantik
- Sonck, Martinus († 1625), Gouverneur von Niederländisch-Formosa
- Sonck, Wesley (* 1978), belgischer Fußballspieler

### Sond
- Sondaar, Paul (1934–2003), niederländischer Paläontologe
- Sondak, Tal (* 1976), israelischer Sänger
- Sondakh, Peter (* 1953), indonesischer Millionär und Unternehmer
- Sondeckienė, Silvija (1942–2023), litauische Cellistin und Professorin
- Sondeckis, Jackus (1893–1989), litauischer Politiker, Bürgermeister von Šiauliai
- Sondeckis, Saulius (1928–2016), litauischer Dirigent
- Sondeckis, Vytautas (* 1972), litauischer Cellist
- Sondee, Wachara (* 1983), thailändischer Sprinter
- Sonder, Adrian (* 1989), deutscher Politiker (CDU)
- Sonder, Franziska (* 1985), Schweizer Filmproduzentin
- Sonder, Ines (* 1964), deutsche Kunsthistorikerin
- Sonder, Justin (1925–2020), deutscher Auschwitz-Überlebender
- Sonder, Otto Wilhelm (1812–1881), deutscher Botaniker und Apotheker
- Sonderberg, Adam (* 1978), US-amerikanischer experimenteller Komponist und Musiker
- Sonderborg, K. R. H. (1923–2008), deutscher Maler der Kunstrichtung InformelK. R. H. Sonderborg (1923–2008)

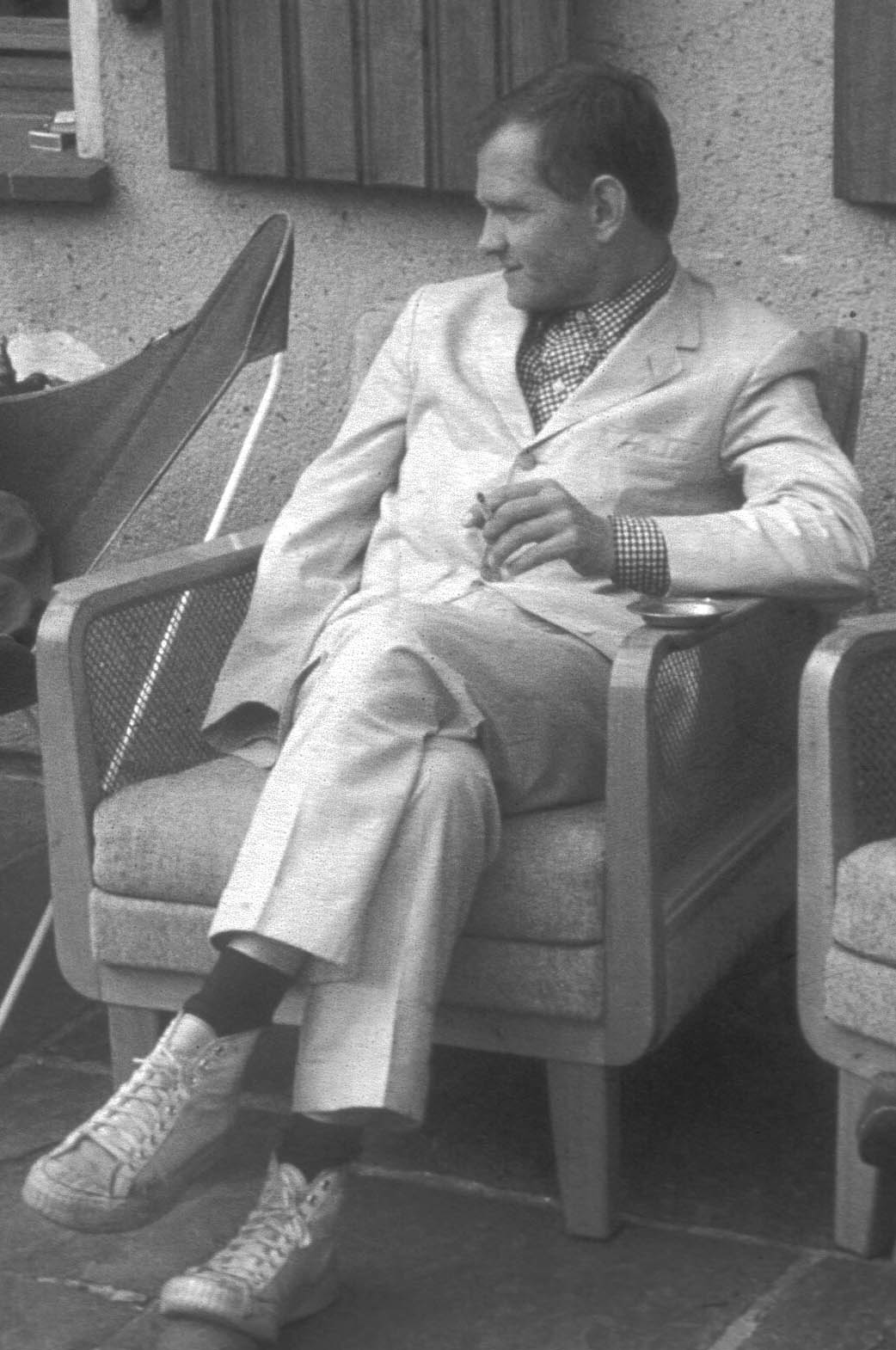
K. R. H. Sonderborg (1923–2008)

- Sonderegger, Alexander (* 1991), russisch-deutscher Pianist und Hochschuldozent
- Sonderegger, Arno (* 1974), österreichischer Afrikawissenschaftler und Historiker
- Sonderegger, August (* 1911), Schweizer Skilangläufer
- Sonderegger, Conrad (1858–1938), Schweizer Ingenieur und Politiker
- Sonderegger, Emil (1868–1934), Schweizer Militär, Mitglied einer rechtsextremen Organisation
- Sonderegger, Hans Konrad (1891–1944), schweizerischer Pfarrer, Rechtsanwalt und Freiwirtschafter
- Sonderegger, Harald (* 1964), österreichischer Politiker, Vorarlberger Landesrat
- Sonderegger, Helmut (* 1951), österreichischer Komponist, Musikpädagoge und Chorleiter
- Sonderegger, Jacques Ernst (1882–1956), Schweizer Maler und Grafiker
- Sonderegger, Jakob Laurenz (1825–1896), Schweizer Arzt
- Sonderegger, Johann Conrad (1834–1899), Schweizer Gemeindepräsident, Kantonsrat, Regierungsrat und Nationalrat
- Sonderegger, Johann Jakob (1838–1905), Schweizer Pädagoge, Gemeindepräsident, Kantonsrat, Regierungsrat und Nationalrat
- Sonderegger, Johann Konrad (1834–1885), Schweizer Kaufmann und Konsul
- Sonderegger, Karl Justin (1842–1906), Schweizer Politiker
- Sonderegger, Moreno (* 1994), Schweizer Unihockeyspieler auf der Position des Verteidigers
- Sonderegger, René (1899–1965), Schweizer Publizist und Politiker
- Sonderegger, Ruth (* 1967), österreichische Philosophin
- Sonderegger, Stefan (1927–2017), Schweizer Germanist und Sprachwissenschaftler
- Sonderegger, Stefan (* 1958), Schweizer Historiker, Archivar und Hochschullehrer
- Sonderegger, Urs (* 1964), Schweizer Automobilrennfahrer
- Søndergaard, Anne (* 1973), dänische Badmintonspielerin
- Søndergaard, Carsten (* 1952), dänischer Diplomat
- Sondergaard, Gale (1899–1985), US-amerikanische Schauspielerin
- Søndergaard, Jens (* 1945), dänischer Jazzmusiker (Saxophone, Komposition)
- Søndergaard, Kasper (* 1981), dänischer Handballspieler
- Søndergaard, Lars (* 1959), dänischer Fußballspieler und -trainer
- Søndergaard, Lise (* 1973), dänische Fußballspielerin
- Søndergaard, Morten (* 1964), dänischer Schriftsteller, Übersetzer, Redakteur und Klangkünstler
- Søndergaard, Søren (* 1955), dänischer Politiker, Mitglied des Folketing, MdEP
- Søndergaard, Søren (* 1966), dänischer Boxer
- Søndergaard, Tom (1944–1997), dänischer Fußballspieler
- Søndergård, Thomas (* 1969), dänischer Dirigent
- Sondergeld, Günter (1948–1994), deutscher Jurist, Richter am Bundesfinanzhof
- Sondergeld, Gustav (1874–1937), deutscher Politiker (Zentrum), MdPS
- Sondergeld, Irmgard (1925–2013), deutsche Politikerin (CDU)
- Sonderhoff, Joachim (1935–2008), deutscher Hörfunkmoderator
- Sonderkamp, Rolf (* 1952), deutscher Sachbuchautor
- Sonderland, Fritz (1836–1896), deutscher Maler und Grafiker
- Sonderland, Johann Baptist (1805–1878), deutscher Maler, Radierer, Illustrator und Lithograf
- Sonderlants, Hille († 1445), Ordensfrau und Priorin im Kloster Diepenveen
- Sonderleiter, Sean (* 1980), US-amerikanischer Basketballspieler
- Sonderling, Jacob (1878–1964), deutscher und US-amerikanischer Rabbiner
- Sondermann, Alexander, deutscher NS-Funktionär
- Sondermann, Dirk (* 1960), deutscher Autor und Diplom-Theologe
- Sondermann, Emil (1852–1927), deutscher Sänger, Theater- und Filmschauspieler sowie Theater-, Filmregisseur, Drehbuchautor und Filmproduzent
- Sondermann, Erich (1888–1959), deutscher Jurist und Bankmanager
- Sondermann, Fred (1923–1978), deutsch-amerikanischer Politikwissenschaftler und Hochschullehrer
- Sondermann, Gerhard, deutscher Unternehmer bzw
- Sondermann, Gustav (1894–1973), deutscher Arzt und Publizist
- Sondermann, Gustavo (1982–2011), brasilianischer Rennfahrer
- Sondermann, Hans (* 1941), deutscher Fußballspieler
- Sondermann, Heinrich (1928–1986), deutscher Politiker (SPD)
- Sondermann, Heinz (1928–2019), deutscher Politiker (SPD), MdL
- Sondermann, Hermann (1832–1901), deutscher Bildnis- und Genremaler
- Sondermann, Johann Wilhelm (1770–1857), deutscher Unternehmer, Industriepionier des Oberbergischen Lands
- Sondermann, Johannes Ernst (1930–2007), deutscher Politiker (SPD), MdL
- Sondermann, Karl (1862–1926), deutscher Maler und Grafiker
- Sondermann, Manfred (1938–2025), deutscher Karikaturist
- Sondermann, Nils (* 1987), deutscher Eishockeyspieler
- Sondermann, Norbert (1948–2009), deutscher Manager
- Sondermann, Philipp (* 1971), deutscher Buchautor
- Sondermann, Regine (* 1965), deutsche Autorin und Herausgeberin einer Literaturzeitschrift
- Sondermann, Robin (* 1983), deutscher Fernseh- und Bühnenschauspieler
- Sondermann, Selina (* 1992), österreichische Regisseurin und Drehbuchautorin
- Sondermann, Walter (1899–1973), deutscher Politiker (SPD)
- Sondermann, Wolfgang (* 1950), deutscher Bauingenieur
- Sondermeyer, Michael (* 1952), deutscher Zauberkünstler
- Sonders, Alfred (* 1964), deutscher Kommunalpolitiker und Bürgermeister von Alsdorf
- Sondershausen, Karl (1792–1882), deutscher Autor
- Sondershausen, Karl (1895–1972), deutscher Steinmetz und Bildhauer
- Sondershausen, Volker (* 1963), deutscher Musiker
- Sondervan, Sofia, niederländisch-US-amerikanische Filmproduzentin
- Sondheim, Erna (1904–2008), deutsche Fechterin
- Sondheim, Moriz (1860–1944), deutscher Antiquar
- Sondheim, Stephen (1930–2021), US-amerikanischer Musicalkomponist und -texter
- Sondheimer, Franz (1926–1981), britischer Chemiker
- Sondheimer, Hillel (1840–1899), deutscher Rabbiner und Schulbuchautor
- Sondheimer, Marc, US-amerikanischer Filmproduzent
- Sondheimer, Robert (1881–1956), deutscher Musikwissenschaftler
- Sondhelm, Sophie (* 1887), deutsche Krankenschwester und Heimleiterin
- Sondhi Limthongkul (* 1947), thailändischer Medienunternehmer und politischer Aktivist mit chinesische Wurzeln
- Sondinger, Franz (1896–1939), deutscher Regisseur, Schauspieler, Intendant und Schriftsteller
- Sondland, Gordon (* 1957), US-amerikanischer Unternehmer und Diplomat
- Sondock, Mal (1934–2009), US-amerikanischer Diskjockey und HörfunkmoderatorMal Sondock (1934–2009)

Mal Sondock (1934–2009)

- Søndrål, Ådne (* 1971), norwegischer Eisschnellläufer
- Sondrey (* 1994), norwegischer Sänger
- Sondros, griechischer Töpfer

### Sone
- Sone no Yoshitada, japanischer Dichter
- Sone, Akira (* 2000), japanische Judoka
- Sone, Arasuke (1849–1910), japanischer Diplomat und Politiker
- Soñé, Francisco (1860–1949), dominikanischer Komponist, Musikpädagoge, Dirigent und Klarinettist
- Sone, Kakeru (* 2002), japanischer Tischtennisspieler
- Sone, Kōji (1928–1983), japanischer Judoka
- Sone, Tatsuzō (1852–1937), japanischer Architekt
- Soneda, Yutaka (* 1994), japanischer Fußballspieler
- Sonego, Lorenzo (* 1995), italienischer TennisspielerLorenzo Sonego (* 1995)

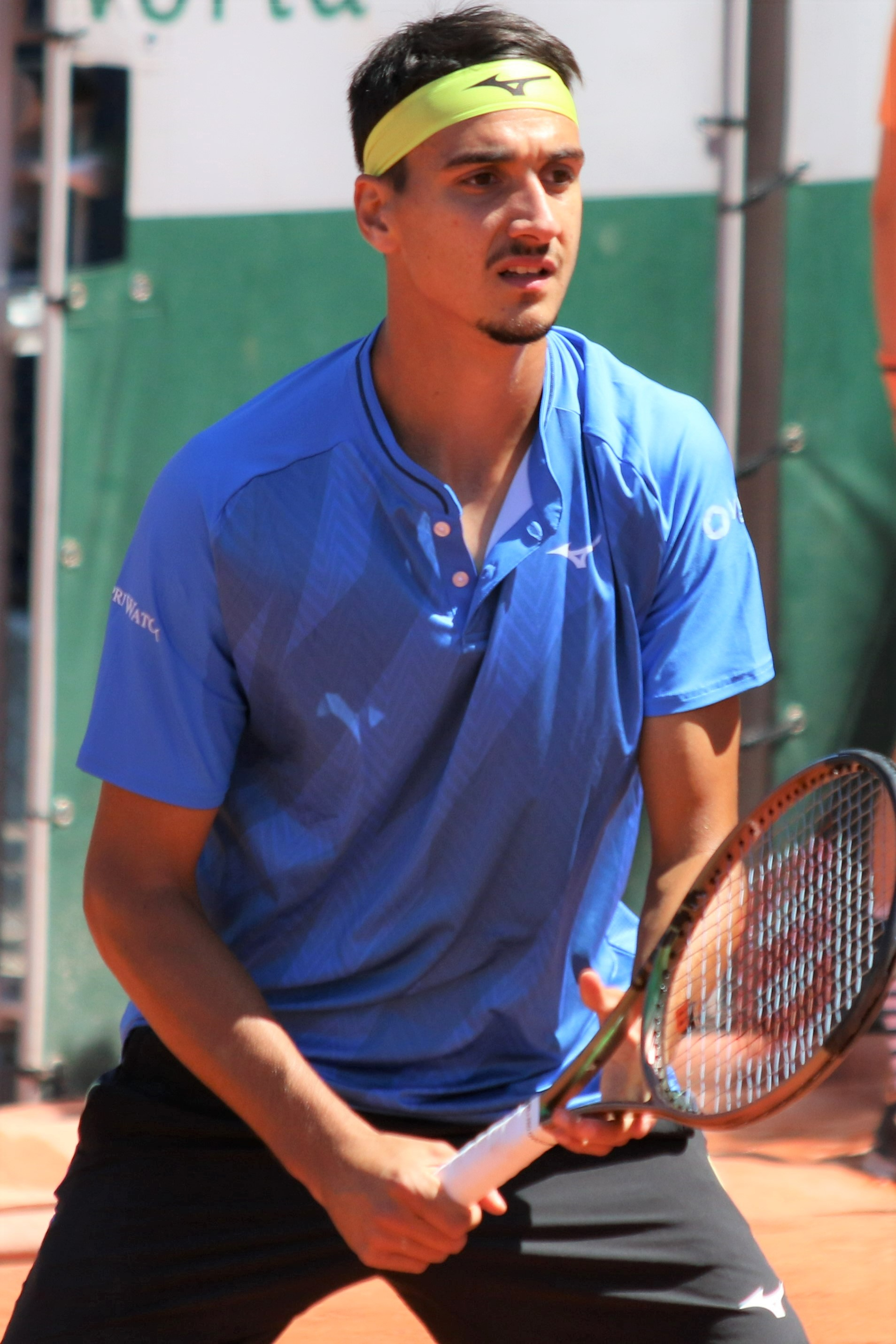
Lorenzo Sonego (* 1995)

- Sonehara, Gō (* 1993), japanischer Nordischer Kombinierer
- Sonejee, Óscar (* 1976), andorranischer Fußballspieler
- Söneland, Senta (1882–1934), deutsche Schauspielerin
- Sonenberg, David, US-amerikanischer Musikmanager
- Sonenberg, Nahum (* 1946), israelisch-kanadischer Biochemiker
- Soner, Ergin (* 1965), türkischer Diplomat
- Soner, Ernst (1572–1612), deutscher Mediziner und Naturheilkundler, Socinianer
- Soner, Halil Mete (* 1958), türkischer Mathematiker
- Sones, F. Mason (1918–1985), US-amerikanischer Mediziner
- Soneta, Chizuru (* 1978), japanische Skilangläuferin
- Sonewytskyj, Ihor (1926–2006), ukrainischer Komponist, Dirigent und Musikwissenschaftler

### Sonf
- Sonfist, Alan (* 1946), US-amerikanischer Maler, Fotograf und Land Art Künstler

### Song
- Song († 82), Konkubine des chinesischen Kaisers Zhang
- Song († 178), chinesische Kaiserin der Han-Dynastie
- Song Ah Sim (* 1981), hongkong-chinesische Tischtennisspielerin
- Song Bing (1271–1279), letzter Kaiser der Song-Dynastie in ChinaSong Bing (1271–1279)

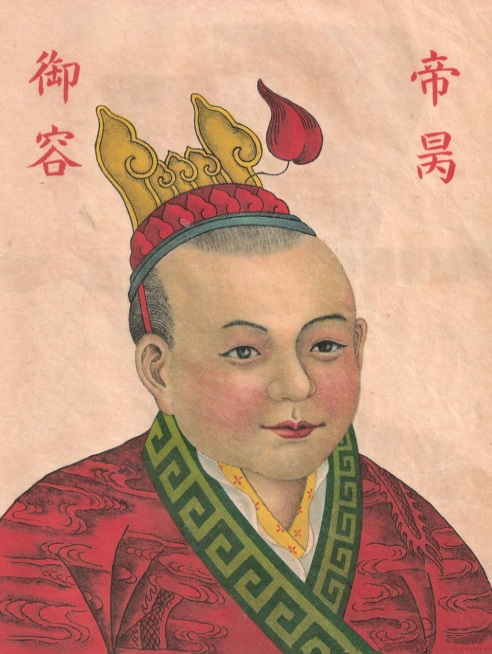
Song Bing (1271–1279)

- Song Chung-song (* 1984), nordkoreanischer Eishockeyspieler
- Song Dong-hwan (* 1980), südkoreanischer Eishockeyspieler
- Song Duanzong (1269–1278), Kaiser von China während der Song-Dynastie
- Song Duzong (1240–1274), Kaiser von China während der Song-Dynastie
- Song Gaozong (1107–1187), 10. Kaiser der Song-Dynastie
- Song Gong (* 1271), Kaiser von China während der Song-Dynastie
- Song Huizong (1082–1135), 8. Kaiser der Song-Dynastie
- Song Jian, chinesischer Philosoph
- Song Jian (* 1931), chinesischer Politiker (Volksrepublik China), Wissenschaftsminister
- Song Jiaoren (1882–1913), chinesischer Politiker, Mitbegründer der Tongmenghui und erster Präsident der Guomindang
- Song Lizong (1205–1264), Kaiser von China während der Song-Dynastie
- Song Meiling (1897–2003), chinesische Ehefrau des Staatsführers der Republik China Chiang Kai-shekSong Meiling (1897–2003)

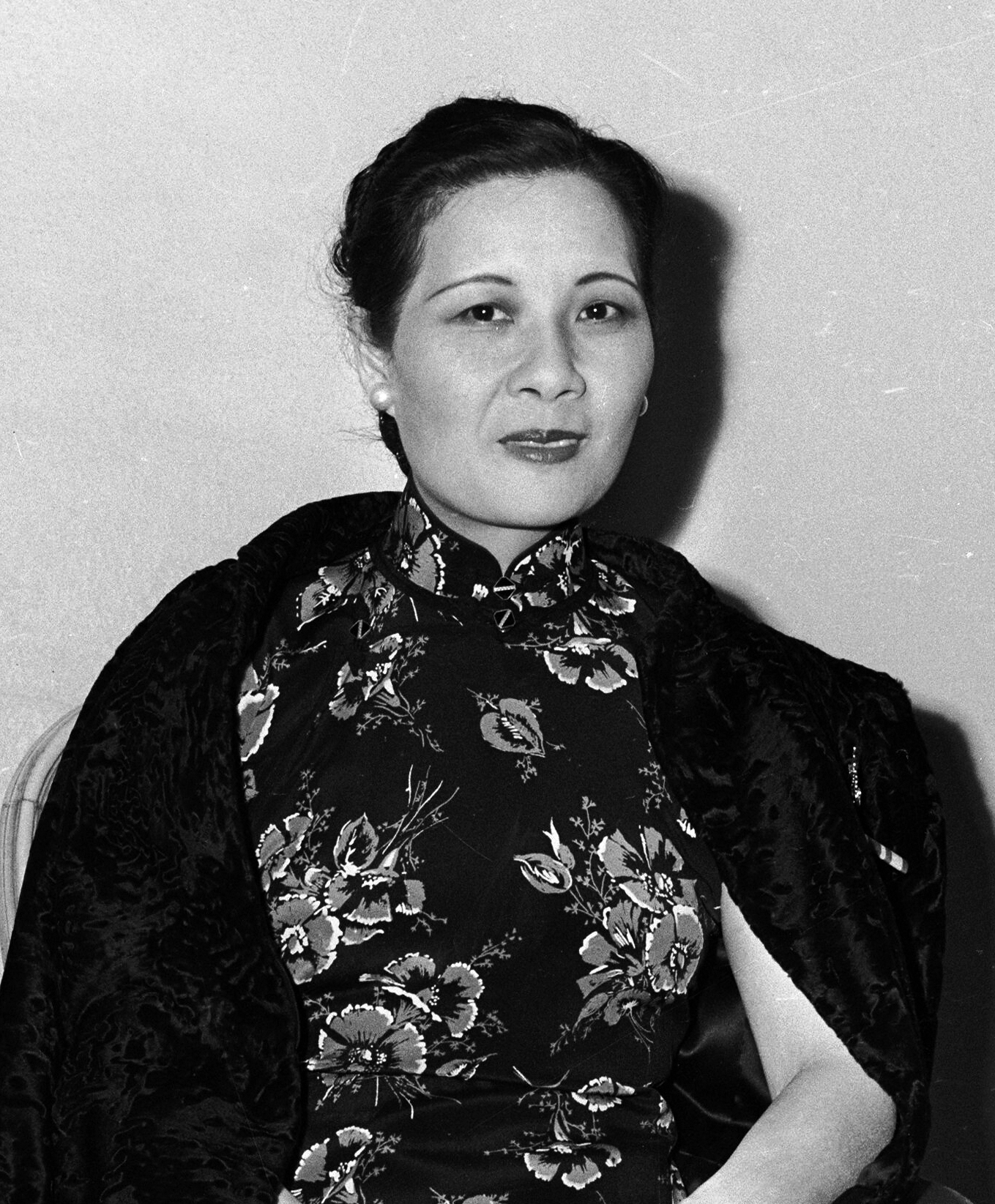
Song Meiling (1897–2003)

- Song Min-ji (* 1998), südkoreanische Radrennfahrerin
- Song Ningzong (1168–1224), Kaiser von China während der Song-Dynastie
- Song Ping (* 1917), chinesischer Politiker der VR China
- Song Qinzong (1100–1161), neunter Kaiser der Song-Dynastie in China
- Song Renzong (1010–1063), vierter Kaiser der Song-Dynastie in China
- Song Rinpoche († 1984), tibetischer Abt des Ganden-Sharts-Klosters
- Song Shenzong (1048–1085), sechster Kaiser der Song-Dynastie in China
- Song Taizong (939–997), zweiter Kaiser der Song-Dynastie in China
- Song Taizu (927–976), Kaiser von China, Begründer der Song-Dynastie
- Song Wendi, chinesischer Kaiser
- Song Xiaozong (1127–1194), 11. Kaiser der chinesischen Song-Dynastie
- Song Xiuyan (* 1955), chinesische Politikerin, Gouverneurin von Qinghai (seit 2007)
- Song Yiling (* 2001), chinesische Sportkletterin
- Song Yingzong (1032–1067), fünfter Kaiser der (Nördlichen) Song-Dynastie
- Song Zhenzong (968–1022), dritter Kaiser der Song-Dynastie in China
- Song Zhezong (1076–1100), siebter Kaiser der Song-Dynastie in China
- Song, Ailing (1890–1973), chinesische Frau, Soong-Schwester
- Song, Aimin (* 1978), chinesische Diskuswerferin
- Song, Aiqin (* 1970), chinesische Biathletin
- Song, Albertina Eunju (* 1984), südkoreanische Pianistin
- Song, Alex (* 1987), kamerunisch-französischer FußballspielerAlex Song (* 1987)

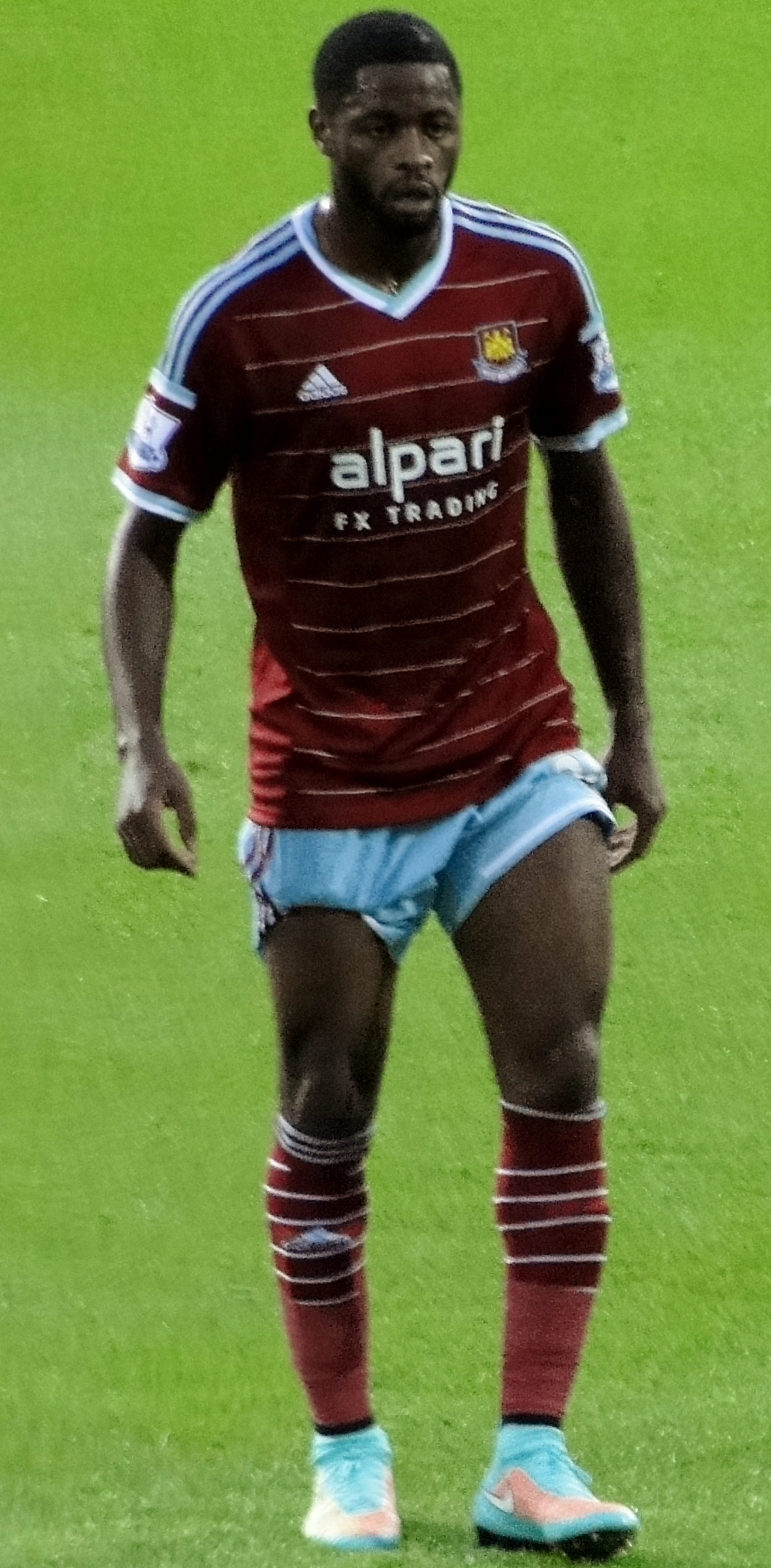
Alex Song (* 1987)

- Song, Baoqing (* 1981), chinesischer Radrennfahrer
- Song, Baoquan (* 1961), chinesisch-deutscher Pilot und Luftbildarchäologe
- Song, Bo (* 1985), chinesische Skilangläuferin
- Song, Brenda (* 1988), US-amerikanische Schauspielerin, Sängerin und ModelBrenda Song (* 1988)

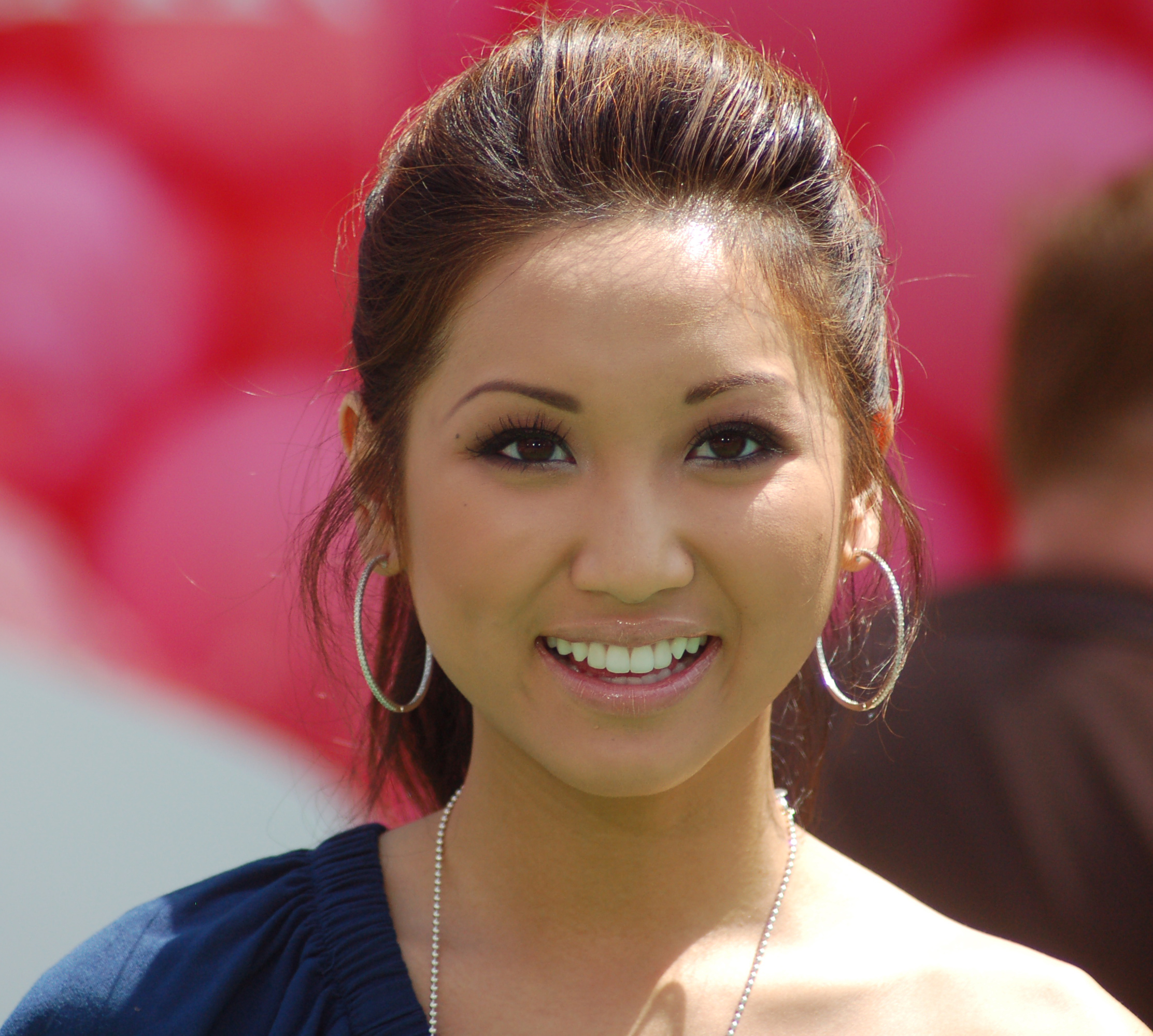
Brenda Song (* 1988)

- Song, Bum-keun (* 1997), südkoreanischer Fußballspieler
- Song, Celine (* 1988), südkoreanisch-kanadische Dramatikerin, Drehbuchautorin und Filmregisseurin
- Sŏng, Ch’an-gyŏng (1930–2013), südkoreanischer Schriftsteller
- Song, Chong-gug (* 1979), südkoreanischer Fußballspieler
- Song, Dae-nam (* 1979), südkoreanischer Judoka
- Song, Daewon (* 1975), US-amerikanischer Skateboarder
- Song, Dan (* 1990), chinesische Speerwerferin
- Song, Dawn (* 1975), chinesisch-US-amerikanische Informatikerin
- Song, Dok-ki (1893–1987), koreanischer Taekgyeon-Meister
- Song, Dong (* 1966), chinesischer bildender Künstler
- Song, Dong-wook (* 1962), südkoreanischer Tennisspieler
- Song, Du-yul (* 1944), südkoreanisch-deutscher Soziologe
- Song, Duan (* 1995), chinesische Fußballspielerin
- Song, Eui-jin (* 1997), südkoreanischer E-Sportler
- Song, Fang, chinesische Filmregisseurin und Drehbuchautorin
- Song, Fatang (* 1940), chinesischer Politiker (Volksrepublik China)
- Song, Hai-rim (* 1985), südkoreanische Handballspielerin
- Song, Haoyang (* 2002), chinesischer Stabhochsprung
- Song, Hui-gyeong (1376–1446), koreanischer Gesandter
- Song, Hwa-son (* 1968), nordkoreanische Eisschnellläuferin
- Song, Hye-kyo (* 1981), südkoreanische Schauspielerin und ModelSong Hye-kyo (* 1981)

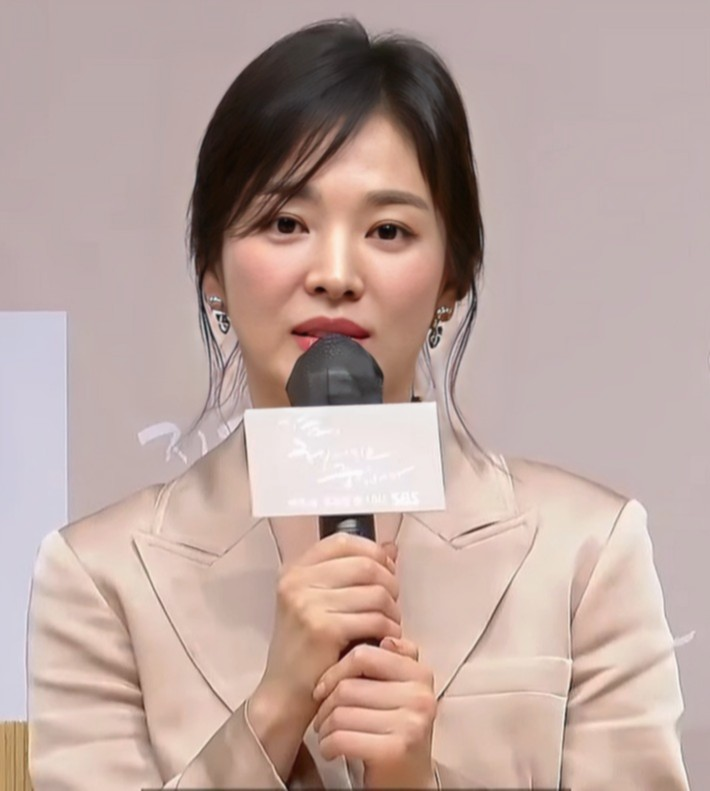
Song Hye-kyo (* 1981)

- Song, Hye-rim (1937–2002), nordkoreanische Schauspielerin und Geliebte von Kim Jong-il
- Song, Jae-ho (* 1990), südkoreanischer Degenfechter
- Song, Jae-kun (* 1974), südkoreanischer Shorttracker
- Song, Jae-rim (1985–2024), südkoreanischer Schauspieler und Model
- Song, Jeff (* 1963), US-amerikanischer Jazz- und Improvisationsmusiker (Cello, Bassgitarre) und Komponist
- Song, Ji-hyo (* 1981), südkoreanische Schauspielerin
- Song, Jiayuan (* 1997), chinesische Kugelstoßerin
- Song, Jong-sun (* 1981), nordkoreanische Fußballspielerin
- Song, Joong-ki (* 1985), südkoreanischer Schauspieler und Moderator
- Song, José Sui-Wan (1941–2012), brasilianisch-chinesischer Ordensgeistlicher, Theologe und römisch-katholischer Bischof
- Song, Ju-ho (* 1991), südkoreanischer Fußballspieler
- Song, Kang-ho (* 1967), südkoreanischer SchauspielerSong Kang-ho (* 1967)

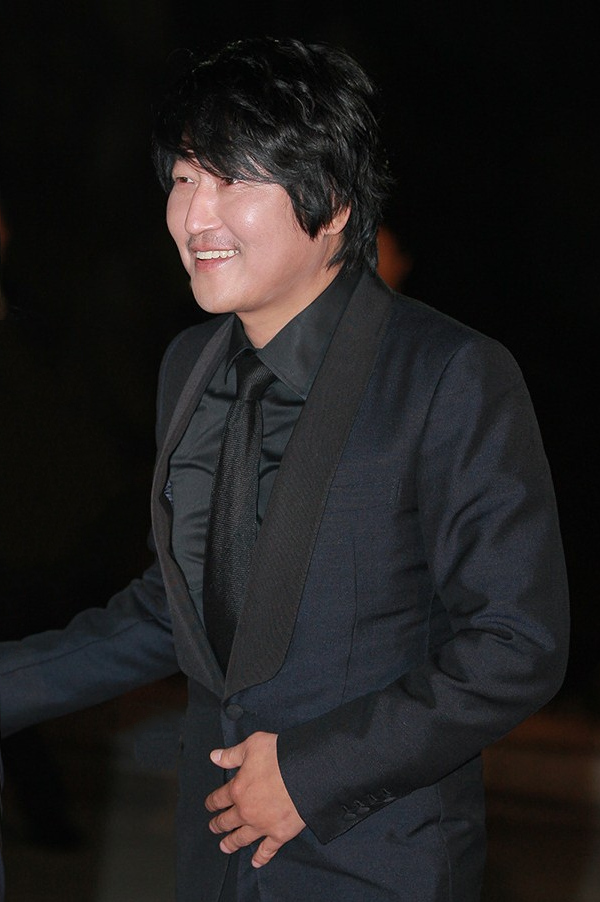
Song Kang-ho (* 1967)

- Song, Ki-suk (1935–2021), südkoreanischer Schriftsteller
- Song, Ki-wŏn (1947–2024), südkoreanischer Schriftsteller
- Song, Kyung-sub (* 1971), südkoreanischer Fußballspieler und -trainer
- Song, Min-kyu (* 1990), südkoreanischer Tennisspieler
- Song, Min-kyu (* 1999), südkoreanischer Fußballspieler
- Song, Min-seok (* 1982), südkoreanischer Fußballschiedsrichter
- Song, Myeong-seob (* 1984), südkoreanischer Taekwondoin
- Song, Na (* 1995), chinesische Biathletin
- Song, Nan (* 1990), chinesischer Eiskunstläufer
- Song, Qingling (1893–1981), chinesische PolitikerinSong Qingling (1893–1981)

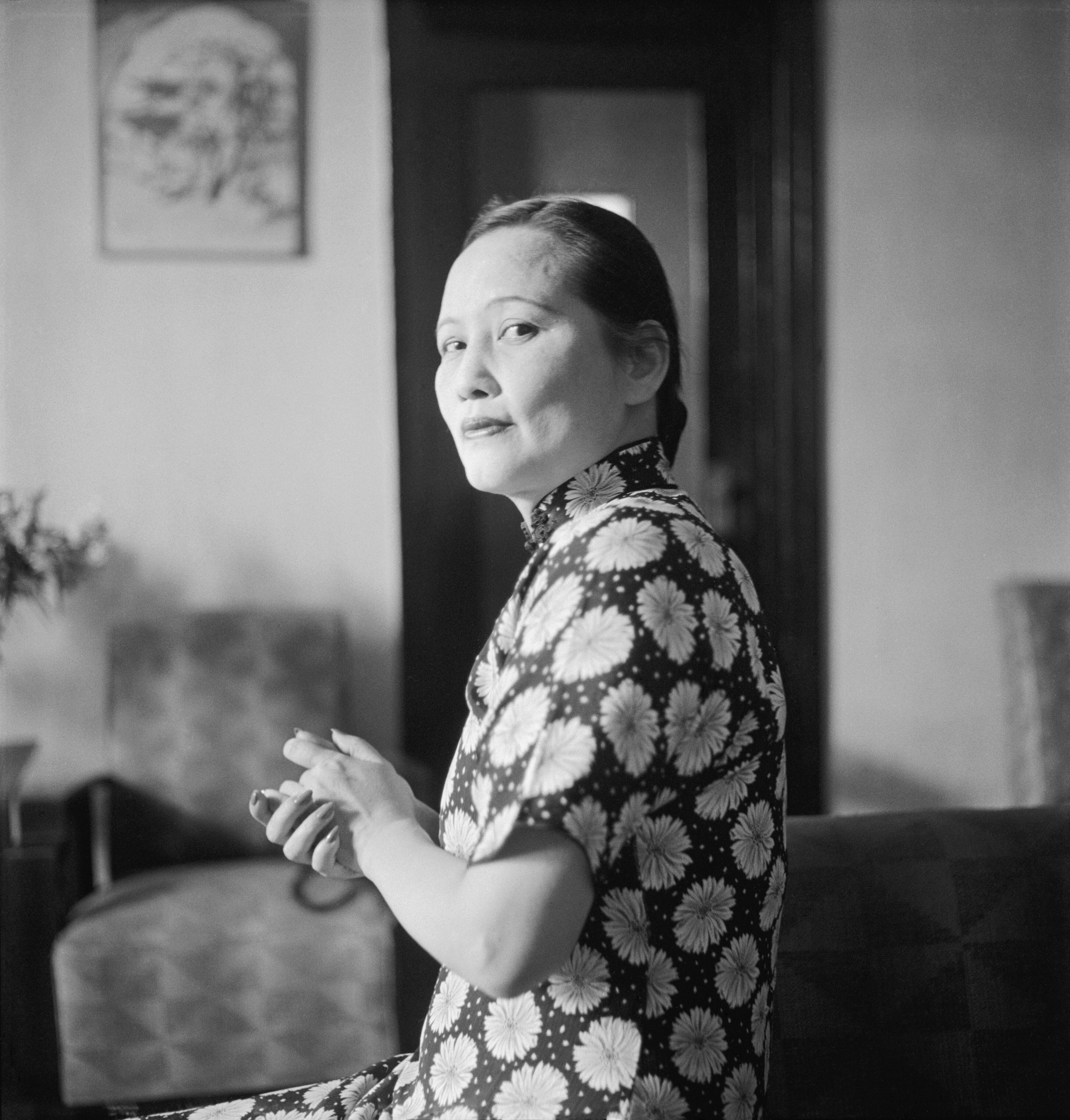
Song Qingling (1893–1981)

- Song, Qingling (* 1986), chinesische Hockeyspielerin
- Song, Qiwu (* 2001), chinesischer Skispringer
- Song, Renqiong (1909–2005), chinesischer Politiker
- Song, Rigobert (* 1976), kamerunischer Fußballspieler
- Song, Sang-Hyun (* 1941), südkoreanischer Rechtswissenschaftler
- Song, Se-ra (* 1993), südkoreanische Degenfechterin
- Song, Seon-ho (* 1966), südkoreanischer Fußballspieler und -trainer
- Song, Shanshan (* 1987), chinesische Tennisspielerin
- Song, Shi-Lun (1899–1991), chinesischer Militär, Kommandant der chinesischen Streitkräfte
- Song, Shiji (* 1964), chinesische Skilangläuferin
- Song, Si-yeol (1607–1689), koreanischer Politiker und neokonfuzianischer Philosoph
- Song, Siqi (* 1989), chinesische Filmemacherin
- Song, Steph (* 1984), malaysische Schauspielerin chinesischer Herkunft
- Song, Stephen (* 1995), amerikanisch-südkoreanischer Pokerspieler
- Song, Su-gwŏn (1940–2016), südkoreanischer Schriftsteller
- Song, Suk-woo (* 1983), südkoreanischer Shorttracker
- Song, Sun-bong (* 1952), nordkoreanischer Kunstturner
- Song, Sun-mi (* 1990), südkoreanische Squashspielerin
- Song, Sung Min, koreanischer Opern- und Konzertsänger (Tenor)
- Song, Tingting (* 1988), chinesische Mittelstreckenläuferin
- Song, Ui-young (* 1993), südkoreanischer Fußballspieler
- Song, Weilong (* 1989), chinesischer Shorttracker
- Song, Yŏng (* 1903), koreanischer Schriftsteller
- Song, Yŏng (1940–2016), südkoreanischer Schriftsteller
- Song, Yong-hun (* 1972), nordkoreanische Eisschnellläuferin
- Song, Yoo-jung (1994–2021), südkoreanische Schauspielerin und Model
- Song, Young-moo (* 1949), südkoreanischer Admiral und Verteidigungsminister
- Song, Youping, chinesische Badmintonspielerin
- Song, Yun-ah (* 1973), südkoreanische Schauspielerin
- Song, Zheyuan (1885–1940), chinesischer General
- Songaila, Darius (* 1978), litauischer Basketballspieler
- Songaila, Gintaras (* 1962), litauischer Politiker
- Songaila, Ringaudas Bronislovas (1929–2019), litauischer Politiker und Ministerpräsident
- Songasonga Mwitwa, Floribert (1937–2020), kongolesischer Geistlicher, römisch-katholischer Erzbischof von Lubumbashi
- Songchai Thongcham (* 2001), thailändischer Fußballspieler
- Songeon, Just (1880–1940), französischer Lehrer, Gewerkschafter, Dichter und Schriftsteller frankoprovenzalischer Sprache
- Songer, Earl (1916–1972), US-amerikanischer Country-Musiker
- Songkan Kareesor (* 2002), thailändischer Fußballspieler
- Songkhramsamut Namphueng (* 2003), thailändischer Fußballspieler
- Songkitti Jaggabatara (* 1950), thailändischer General
- Songok, Isaac Kiprono (* 1984), kenianischer Mittel- und Langstreckenläufer
- Songok, Kimaru (* 1936), kenianischer Hürdenläufer und Sprinter
- Songoka, Yusuf (* 1979), kenianischer Langstreckenläufer
- Songo’o, Franck (* 1987), kamerunischer Fußballspieler
- Songo’o, Jacques (* 1964), kamerunischer Fußballtorhüter
- Songphon Anugritayawon (* 1983), thailändischer Badmintonspieler
- Songsang Moungyon (* 2000), thailändischer Fußballspieler
- Songsermsawad, Akani (* 1995), thailändischer Snookerspieler
- Songsuradet, Phraya († 1944), thailändischer Heeresoffizier
- Songtham (1590–1628), König von Ayutthaya in Siam
- Songtsen Gampo († 649), König von Tibet
- Songulashvili, Levan (* 1991), georgischer, in New York lebender Maler, Installationskünstler und Grafiker
- Songwe, Vera (* 1968), kamerunische Wirtschaftswissenschaftlerin
- Songwut Kraikruan (* 2001), thailändischer Fußballspieler
- Songyot Klinsrisuk, thailändischer Fußballtrainer
- Songyun, chinesischer buddhistischer Pilger, der Zentralasien und Indien bereiste

### Soni
- Soni, Jayandra (* 1947), südafrikanischer Indologe
- Soni, Karan (* 1989), US-amerikanischer Schauspieler indischer AbstammungKaran Soni (* 1989)

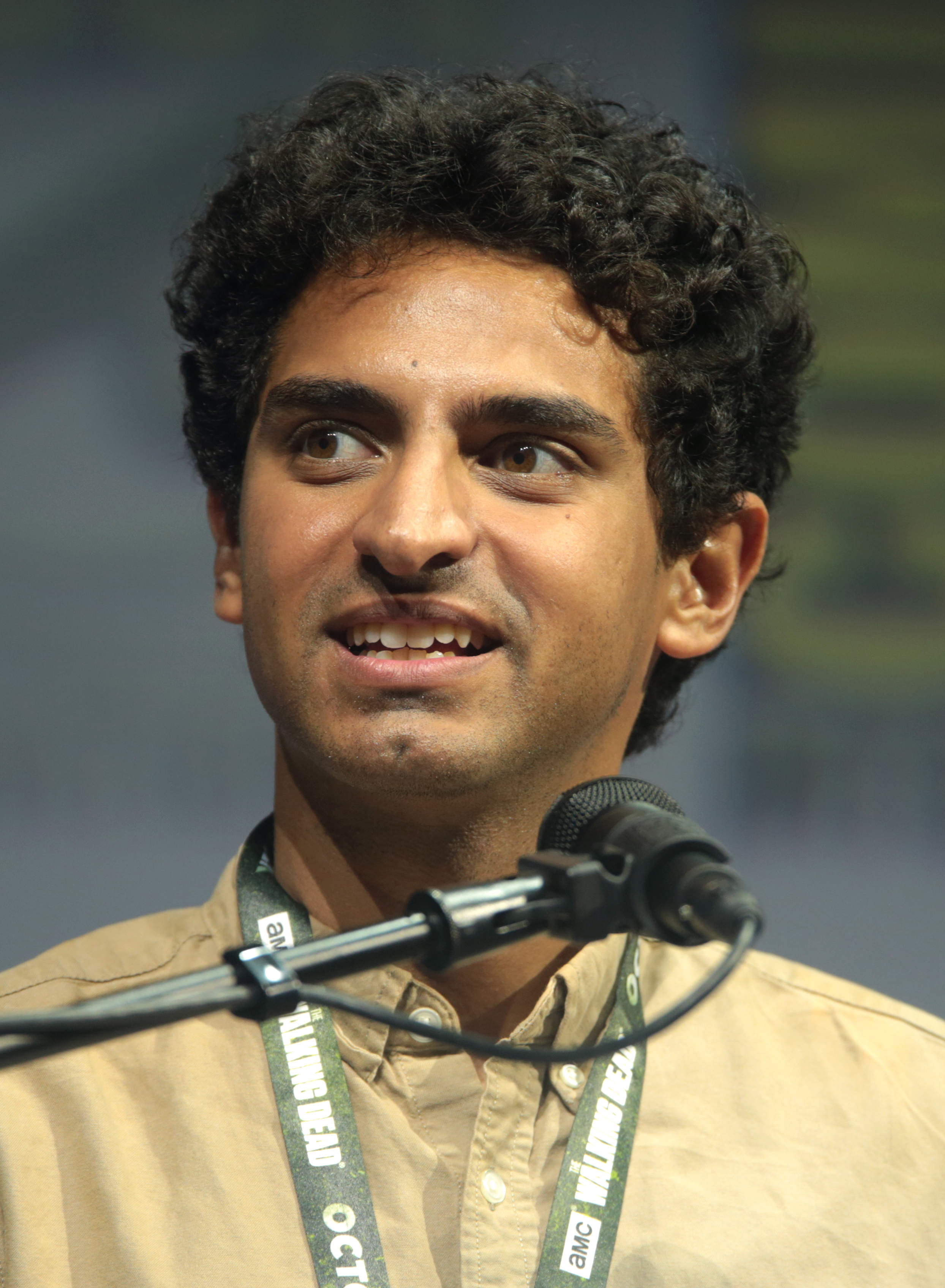
Karan Soni (* 1989)

- Soni, Rebecca (* 1987), US-amerikanische Schwimmerin
- Sonia (* 1971), englische Sängerin
- Soniamiki (* 1982), polnische Elektropop-Musikerin, Komponistin und Produzentin
- Soniano, Brice (* 1979), französischer Jazz- und Improvisationsmusiker (Kontrabass)
- Sonic, Frank (* 1982), deutscher DJ und Musikproduzent
- Soniewicki, Adrian (1847–1921), österreich-ungarischer Notar
- Sonik, Bogusław (* 1953), polnischer Politiker, MdEP
- Sonik, Franciszek (1885–1957), polnischer Geistlicher
- Sonin, Konstantin Isaakowitsch (* 1972), russischer Ökonom
- Sonin, Nikolai Jakowlewitsch (1849–1915), russischer Mathematiker
- Sonique (* 1965), englische Sängerin
- Sonis, Janine (* 1994), US-amerikanisch-kanadische Fußballspielerin

### Sonj
- Sonja von Norwegen (* 1937), norwegische Adelige, Frau des norwegischen Königs Harald V.Sonja von Norwegen (* 1937)

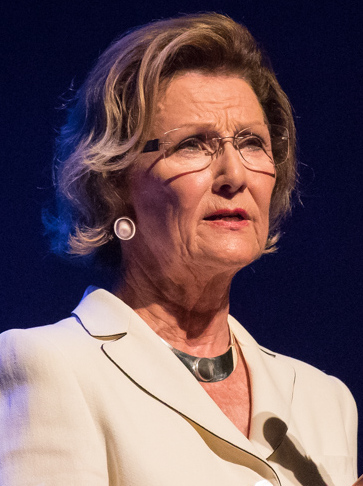
Sonja von Norwegen (* 1937)

- Sonja, Magda (1886–1974), österreichische Schauspielerin
- Sonjica, Ayabonga (* 1991), südafrikanischer Boxer

### Sonk
- Sonka, Emīlija (* 1938), sowjetische Radrennfahrerin
- Šonka, Martin (* 1978), tschechischer Kunstflugpilot
- Sonkaya, Fatih (* 1981), türkisch-niederländischer Fußballspieler
- Sonke, Margitta, deutsche Kinderdarstellerin und Schauspielerin
- Sonkeng, Isis Amareillle (* 1989), kamerunische Fußballspielerin
- Sonkham, Chanatip (* 1991), thailändische Taekwondoin und Curlerin
- Sonkiss, Rebecca (* 1972), US-amerikanischer Lieutenant General
- Sonklar, Carl (1816–1885), österreichischer Militärgeograph und -vermesser
- Sonko Sundberg, Noah (* 1996), gambisch-schwedischer Fußballspieler
- Sonko, Bolong, Außenminister Gambias
- Sonko, Edrissa (* 1980), gambischer Fußballspieler
- Sonko, Henrik (* 1978), schwedischer Basketballtrainer und -spieler
- Sonko, Ibrahima (* 1981), senegalesischer Fußballspieler
- Sonko, Moustapha (* 1972), französischer Basketballspieler
- Sonko, Musa, gambischer Politiker und Diplomat
- Sonko, Ousman (* 1969), gambischer Politiker
- Sonko, Ousmane (* 1974), senegalesischer Politiker (PASTEF)Ousmane Sonko (* 1974)

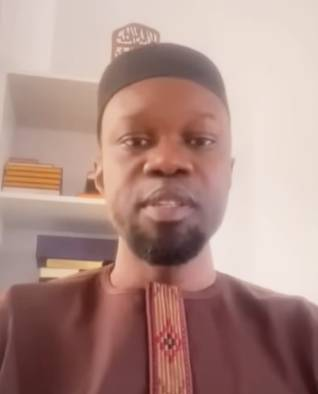
Ousmane Sonko (* 1974)

- Sonko, Pa-Ousman (* 1984), gambischer Fußballspieler
- Sonko, Seyaka, gambischer Polizist und Politiker
- Sonko, Yankuba (* 1964), gambischer Polizist und Politiker
- Sonko-Godwin, Patience (* 1943), gambische Historikerin und Autorin
- Sönksen, Claus (* 1933), deutscher Diplomat
- Sönksen, Sönke (1938–2024), deutscher Springreiter und Trainer
- Sonku, Cahide (1919–1981), türkische Schauspielerin und Regisseurin

### Sonm
- Sönmez, Benyamin (1983–2011), türkischer Cellist
- Sönmez, Burhan (* 1965), türkischer Schriftsteller und Jurist
- Sönmez, Elif (* 1978), türkische Schauspielerin
- Sönmez, Fikri (1938–1985), türkischer Kommunalpolitiker, Bürgermeister des Bezirks Fatsa
- Sönmez, Halil İbrahim (* 1990), türkischer Fußballspieler
- Sönmez, Kubilay (* 1994), deutsch-türkischer Fußballspieler
- Sönmez, Mahmut (* 1990), niederländisch-türkischer Fußballspieler
- Sönmez, Nedim (* 1957), deutsch-türkischer Künstler, Buntpapierexperte und Museumsgründer
- Sönmez, Nurettin (* 1978), türkischer Schauspieler
- Sönmez, Saadet (* 1972), türkisch-deutsche Sozialpädagogin und Politikerin (Linkspartei)
- Sönmez, Tekin (* 1936), türkischer Schriftsteller und Publizist
- Sönmez, Umut (* 1983), deutscher politischer Beamter (SPD)
- Sönmez, Umut (* 1993), deutsch-aserbaidschanischer Fußballspieler
- Sönmez, Zeynep (* 2002), türkische TennisspielerinZeynep Sönmez (* 2002)

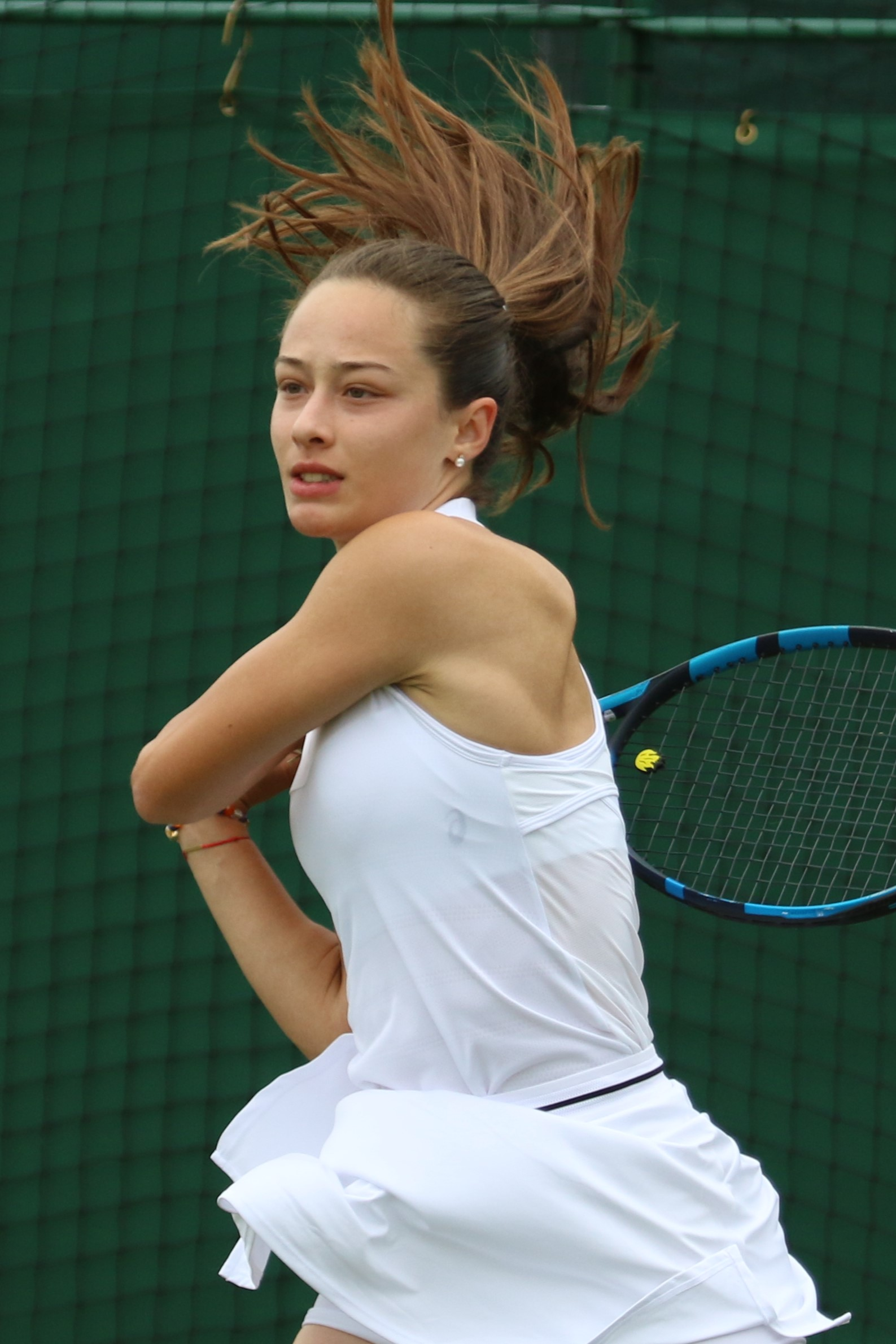
Zeynep Sönmez (* 2002)

### Sonn
- Sonn, Caren (* 1968), deutsche Leichtathletin
- Sonn, Claudia (* 1966), deutsche Fußballspielerin
- Sonn, Matthias (* 1957), deutscher Diplomat
- Sonn, Peter (* 1976), österreichischer Opernsänger (Tenor)
- Sonn, Philipp (* 2004), deutscher Fußballspieler
- Sonn, Ralf (* 1967), deutscher Hochspringer

#### Sonna
- Sonnabend, Bruno (1920–1995), deutscher Jurist, Richter am Bundesgerichtshof
- Sonnabend, Eberhard (1923–2011), deutscher Zahnmediziner und Hochschullehrer
- Sonnabend, Holger (* 1956), deutscher Althistoriker und Hochschullehrer
- Sonnabend, Ileana (1914–2007), US-amerikanische Galeristin
- Sonnabend, Martin (* 1926), deutscher Aufnahmeleiter, Produktionsleiter und Produzent bei Film und Fernsehen der DDR
- Sonnay, Jean-François (* 1954), Schweizer Schriftsteller

#### Sonnb
- Sonnberger, Gerwald (1950–2001), österreichischer Ausstellungskurator
- Sonnberger, Peter (* 1957), österreichischer Jurist und Politiker (ÖVP), Abgeordneter zum Nationalrat

#### Sonnd
- Sonndorfer, Rudolf (1839–1910), österreichischer Handelswissenschaftler und Politiker, Landtagsabgeordneter

#### Sonne
- Sonne, Dennis (* 1984), deutscher Politiker (Bündnis 90/Die Grünen), MdLDennis Sonne (* 1984)

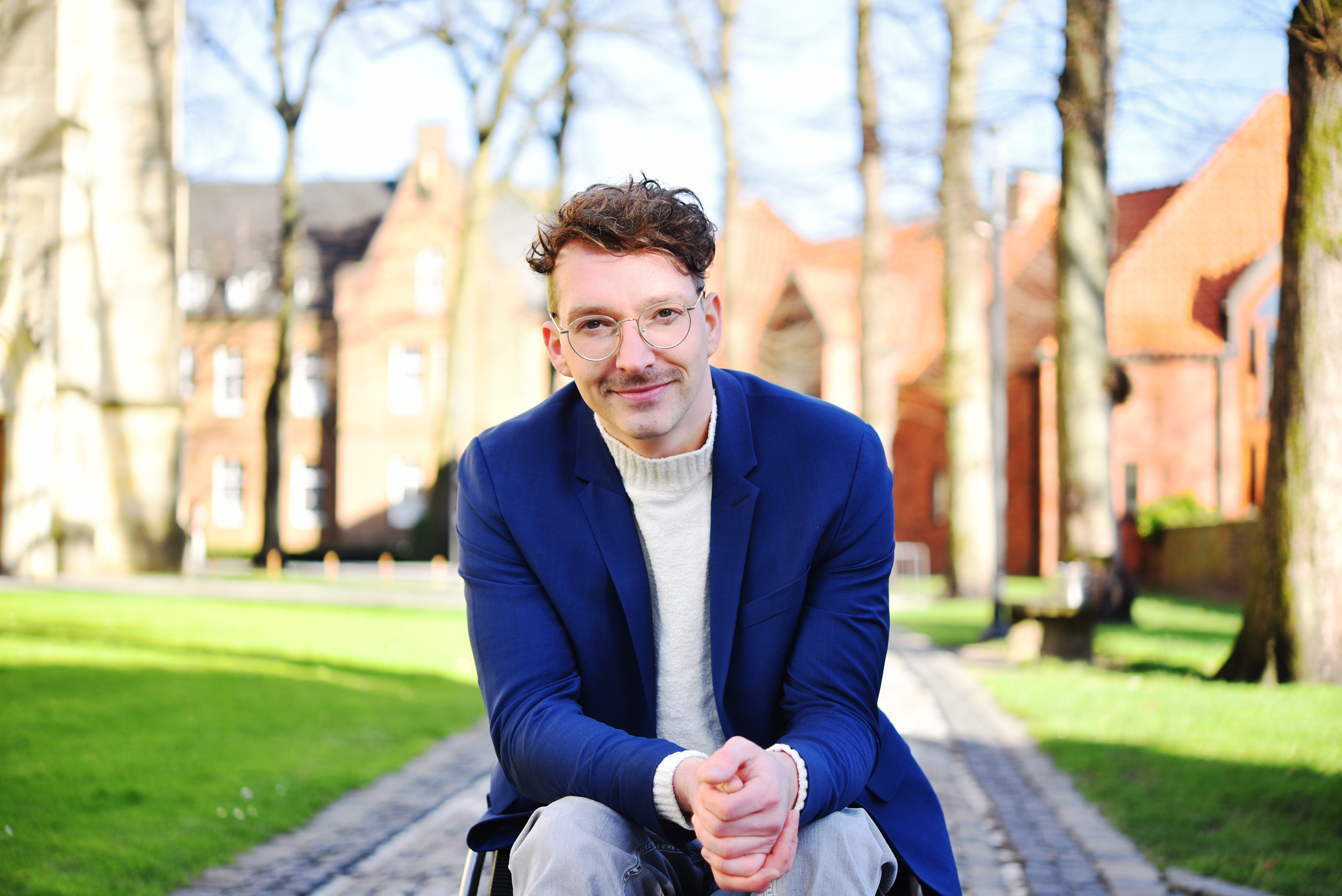
Dennis Sonne (* 1984)

- Sonne, Eduard (1828–1917), deutscher Bauingenieur und Hochschullehrer
- Sonne, Heinrich Daniel Andreas (1780–1832), deutscher Geologe, Pädagoge, Schulrektor, Sachbuchautor und Zeitungsredakteur
- Sonne, Jørgen (1801–1890), dänischer Schlachten- und Genremaler
- Sonne, Jørgen (1925–2015), dänischer Lyriker, Autor und Übersetzer
- Sonne, Karl-Heinz (1915–1997), deutscher Manager
- Sonne, Petrine (1870–1946), dänische Schauspielerin
- Sonne, Volker (1930–2024), deutscher Geologe
- Sonne, Werner (* 1947), deutscher Journalist und Schriftsteller
- Sonne, Wolfgang (* 1965), deutscher Architekturhistoriker und Hochschullehrer
- Sonne-Hansen, Kim (* 1992), dänischer Handballspieler
- Sonneborn, Barbara (* 1944), US-amerikanische Fotografin
- Sonneborn, Engelbert (* 1938), deutscher Kandidat für das Amt des Bundespräsidenten 2017
- Sonneborn, Günter (1921–2001), deutscher Komponist, Musikproduzent und Musikbearbeiter
- Sonneborn, Jacques (1863–1936), deutscher Industrieller
- Sonneborn, Martin (* 1965), deutscher Satiriker, Journalist und Politiker (Die PARTEI), MdEPMartin Sonneborn (* 1965)

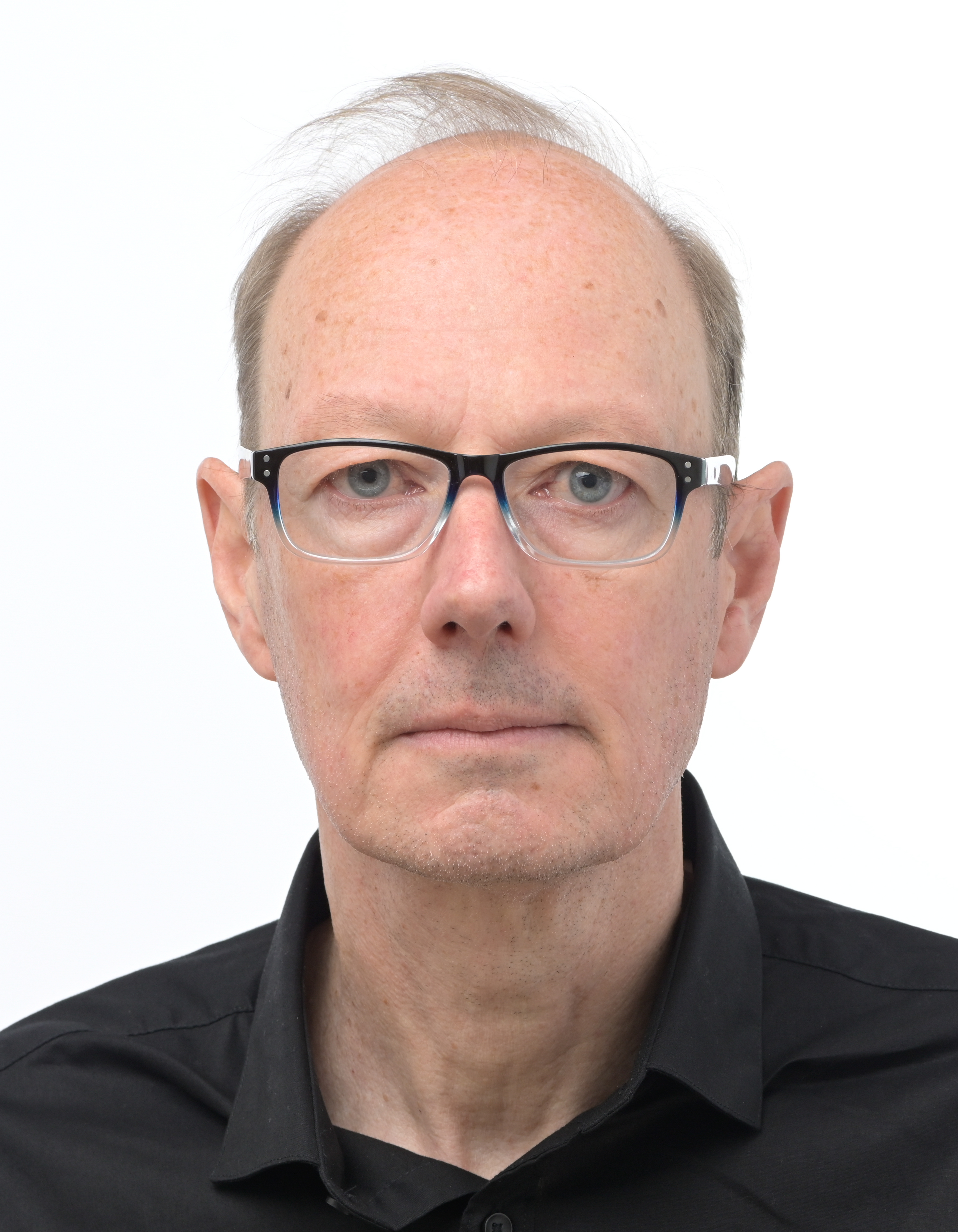
Martin Sonneborn (* 1965)

- Sonneborn, Tracy M. (1905–1981), US-amerikanischer Zoologe und Genetiker
- Sonneck, Gernot (* 1942), österreichischer Arzt und Psychotherapeut
- Sonneck, Hubert (1913–1984), deutscher Offizier, zuletzt Generalleutnant der Bundeswehr
- Sonneck, Karen (1928–2001), deutsche Leichtathletin
- Sonneck, Oscar (1873–1928), deutsch-amerikanischer Musikwissenschaftler, Bibliothekar und Bibliograph
- Sönnecken, Manfred (1928–2003), deutscher Geograf und Heimatforscher
- Sonnefeld, August (1886–1974), deutscher Mitarbeiter von Carl Zeiss, Leiter der Abteilung Astrooptik
- Sonnefeld, Florian (* 1976), deutscher Schauspieler, Drehbuchautor, Filmproduzent und Regisseur
- Sonneman, Eric (1910–2004), deutscher Fotolaborant, der wegen seiner jüdischen Abstammung im Jahre 1939 in die USA emigrierte
- Sonneman, Eve (* 1946), US-amerikanische Fotografin
- Sonnemann, Anton Daniel († 1699), deutscher Rechtswissenschaftler
- Sonnemann, Eckart (1940–2007), deutscher Mathematiker
- Sonnemann, Emil (1869–1950), deutscher Pädagoge, Redakteur und Direktor einer Strafanstalt
- Sonnemann, Ernst (1630–1670), deutscher evangelischer Pastor und Kirchenlieddichter
- Sonnemann, Friedrich (1922–2014), deutscher Politiker (SED), Oberbürgermeister von Magdeburg und Pädagoge
- Sonnemann, Grete (1903–1990), deutsche Politikerin (SPD), MdA
- Sonnemann, Leopold (1831–1909), deutscher Bankier, Journalist, Verleger, Mäzen und Politiker (DtVP), MdRLeopold Sonnemann (1831–1909)

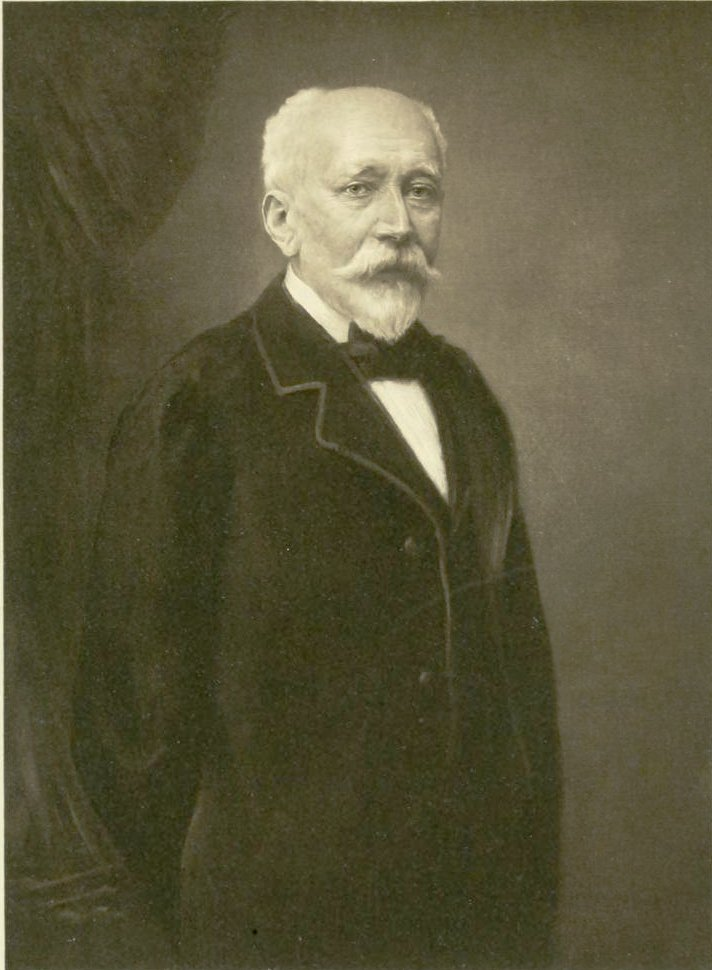
Leopold Sonnemann (1831–1909)

- Sonnemann, Mandy, deutsche Ju Jutsu-Sportlerin
- Sonnemann, Theodor (1900–1987), deutscher Staatssekretär im Bundeslandwirtschaftsministerium und Präsident des Deutschen Raiffeisenverbandes
- Sonnemann, Ulrich (1912–1993), deutscher Philosoph, Psychologe und politischer Schriftsteller
- Sonnemans, Ben (* 1972), niederländischer Judoka
- Sonnemans, Heino (* 1940), deutscher katholischer Fundamentaltheologe
- Sonnemans, Victor (1874–1962), belgischer Wasserballer
- Sonnen, Bernd-Rüdeger (* 1940), deutscher Rechtswissenschaftler
- Sonnen, Chael (* 1977), US-amerikanischer Mixed-Martial-Arts-Kämpfer
- Sonnen, Irmgard (* 1954), deutsche Grafik-Designerin, Typografin, Buchgestalterin und Honorarprofessorin
- Sonnen, Marc (* 1990), US-amerikanischer Basketballspieler
- Sonnenberg, Andreas von (1472–1511), deutscher Adliger, kaiserlicher General
- Sonnenberg, Beda Maria (* 1966), deutscher Abt
- Sonnenberg, Constantius von (1638–1691), Bibliothekar des Klosters St. Gallen
- Sonnenberg, Enrico (1979–2015), deutscher Motorradrennfahrer
- Sonnenberg, Ewa (* 1967), polnische Lyrikerin
- Sonnenberg, Franz von (1608–1682), Großprior des deutschen Johanniterordens
- Sonnenberg, Franz von (1779–1805), deutscher Dichter
- Sonnenberg, Gregor (* 1985), deutscher Bassist und Komponist
- Sonnenberg, Günter (1925–1992), deutscher Schauspieler
- Sonnenberg, Günter (* 1954), deutscher Terrorist der Rote Armee Fraktion
- Sonnenberg, Gus (1898–1944), US-amerikanischer American-Football-Spieler und Wrestler
- Sonnenberg, Harald (* 1937), kanadischer Biochemiker
- Sonnenberg, Jonas (* 1993), deutscher Fußballspieler
- Sonnenberg, Ludwig von (1782–1850), schweizerischer General und Ehrenbürger von Genf
- Sonnenberg, Martin (* 1978), kanadischer Eishockeyspieler
- Sonnenberg, Sven (* 1999), deutscher Fußballspieler
- Sonnenberg, Ulrich (* 1955), deutscher literarischer Übersetzer
- Sonnenberger, Hans Jürgen (* 1933), deutscher Rechtswissenschaftler
- Sonnenberger, Ulrich († 1469), Bischof von Gurk
- Sonnenberger, Walter (* 1925), deutscher Fußballspieler
- Sonnenbichler, Bernadette (* 1982), deutsche Theater- und Hörspielregisseurin
- Sonnenbrodt, Albert (1878–1966), deutscher Tierarzt und Landstallmeister
- Sonnenburg, Anja (* 1969), deutsche Bildende Künstlerin
- Sonnenburg, Eduard (1848–1915), deutscher Chirurg und Hochschullehrer
- Sonnenburg, Hans-Gerd (1943–2012), deutscher Schauspieler
- Sonnenburg, Herbert (1890–1966), deutscher Generalleutnant der Luftwaffe der Wehrmacht im Zweiten Weltkrieg
- Sonnenburg, Kyle (* 1986), deutsch-kanadischer Eishockeyspieler
- Sonnenburg, Paul (1907–1988), deutscher Politiker (KPD/SED), MdL
- Sonnenburg, Peter (1859–1944), deutscher Klassischer Philologe
- Sonnenburg, Rainer (* 1960), deutscher Zehnkämpfer
- Sonnenburg, Thomas (* 1963), deutscher Streetworker und Sozialpädagoge
- Sonnenfeld, Albert (* 1934), US-amerikanischer Romanist und Hochschullehrer
- Sonnenfeld, Barry (* 1953), US-amerikanischer Kameramann und FilmregisseurBarry Sonnenfeld (* 1953)

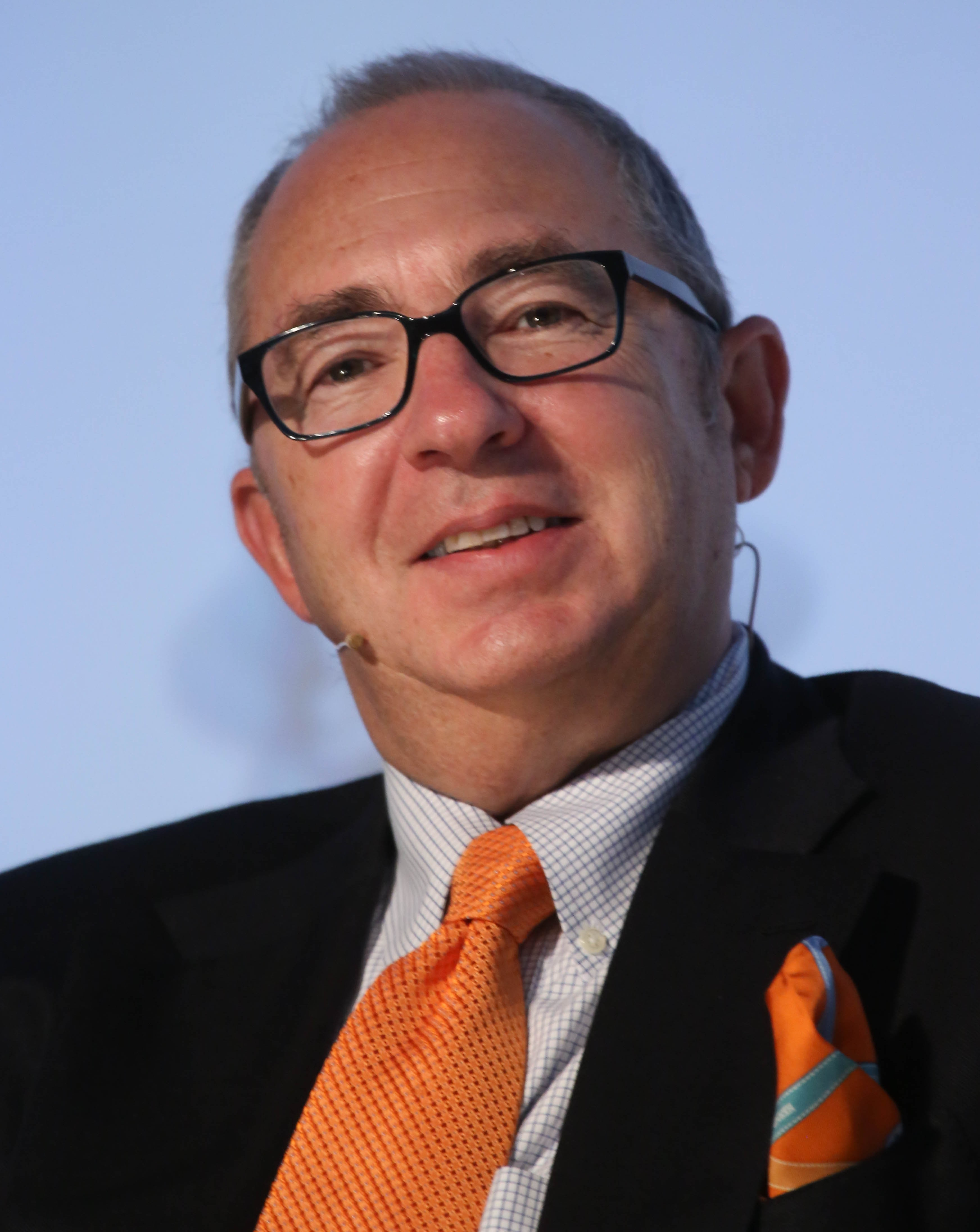
Barry Sonnenfeld (* 1953)

- Sonnenfeld, Felix (1910–1993), brasilianischer Schachkomponist
- Sonnenfeld, Franz von (1821–1888), Schweizer Schriftsteller
- Sonnenfeld, Herbert (1906–1972), deutscher Fotograf
- Sonnenfeld, Jeffrey (* 1954), US-amerikanischer Wirtschaftswissenschaftler
- Sonnenfeld, Joseph Chaim (1848–1932), Großrabbiner und Mitbegründer der Edah HaChareidis, einer jüdischen Charedim-Gemeinde in Jerusalem
- Sonnenfeld, Kurt (1921–1997), österreichischer Musiker und Komponist jüdischer Herkunft
- Sonnenfeld, Sonja (1912–2010), schwedische Schauspielerin und Menschenrechtlerin
- Sonnenfeld, Susanne (* 1961), deutsche Hochschullehrerin
- Sonnenfeldt, Helmut (1926–2012), US-amerikanischer Regierungsbeamter
- Sonnenfeldt, Richard W. (1923–2009), US-amerikanischer Ingenieur und Dolmetscher bei den Nürnberger Prozessen
- Sonnenfels, Amanda (* 1868), deutsche Schriftstellerin
- Sonnenfels, Joseph von († 1817), österreichischer Schriftsteller
- Sonnenhol, Gustav Adolf (1912–1988), deutscher Botschafter
- Sonnenholzer, Dieter A. (* 1956), deutscher Fachbuchautor und Unternehmensberater
- Sonnenholzner, Kathrin (* 1956), deutsche Politikerin (SPD), MdL
- Sonnenkalb, Carl Victor (1814–1869), deutscher Jurist und Politiker
- Sonnenkalb, Hugo (1816–1887), deutscher Mediziner und Autor
- Sonnenkalb, Karl Theodor (1821–1891), deutscher Jurist und Politiker
- Sonnenmoser, Karin (* 1969), deutsche Managerin
- Sonnenschein, Adolf (1886–1965), deutscher Verwaltungsjurist und Ministerialbeamter
- Sonnenschein, August (1875–1951), deutscher Politiker (DNVP), MdL
- Sonnenschein, Carl (1876–1929), deutscher katholischer PriesterCarl Sonnenschein (1876–1929)

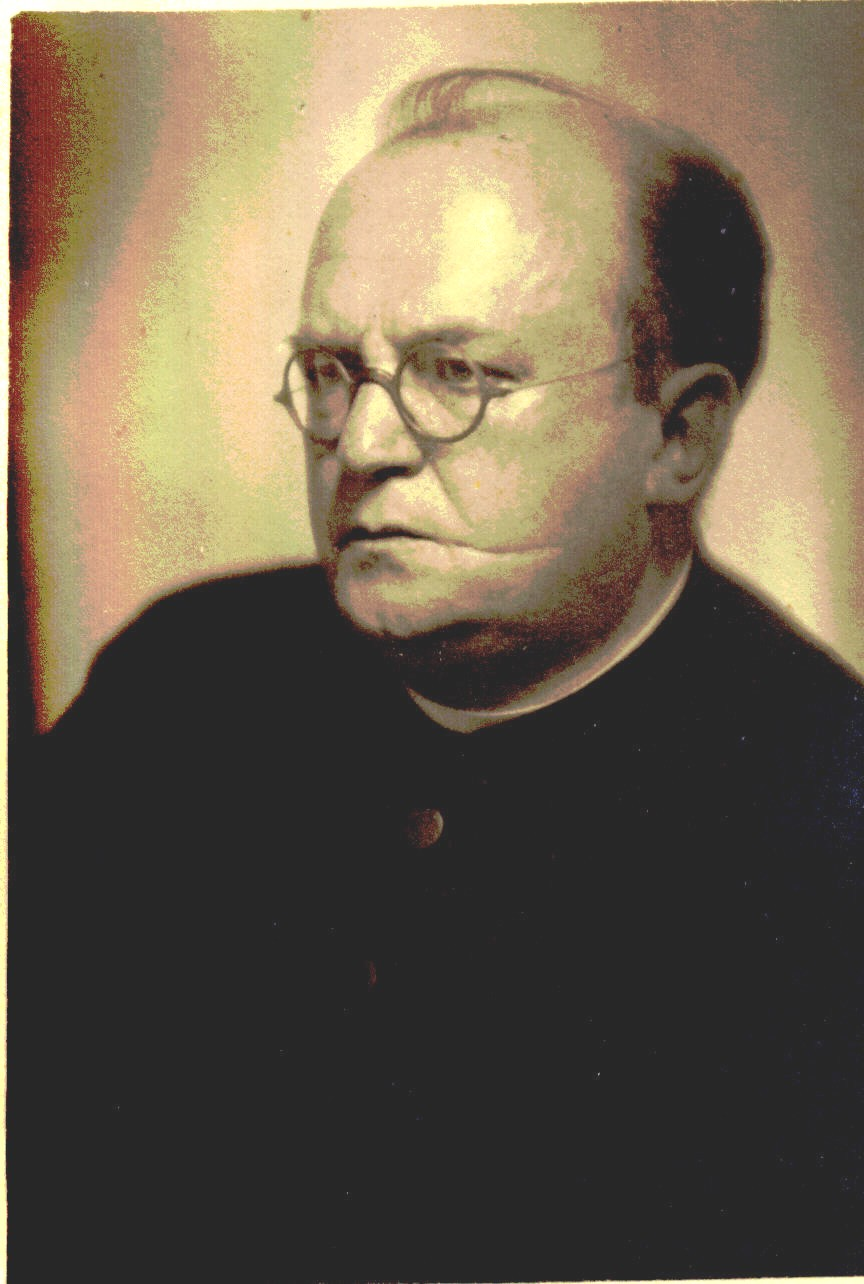
Carl Sonnenschein (1876–1929)

- Sonnenschein, Curt (1894–1986), deutscher Mediziner und Hochschullehrer
- Sonnenschein, Dirk (* 1970), deutscher Schauspieler
- Sonnenschein, Franz Leopold (1817–1879), deutscher Chemiker
- Sonnenschein, Hendrik (1896–1939), niederländischer Beamter
- Sonnenschein, Hugo (1889–1953), österreichischer Schriftsteller
- Sonnenschein, Hugo F. (1940–2021), US-amerikanischer Wirtschaftswissenschaftler
- Sonnenschein, Jannah (* 1996), niederländisch-mosambikanische Schwimmerin
- Sonnenschein, Jonathan (* 1981), deutscher Schauspieler
- Sonnenschein, Josef (1915–1978), deutscher Politiker (CDU), MdL
- Sonnenschein, Jürgen (1938–2000), deutscher Rechtswissenschaftler
- Sonnenschein, Klaus (1935–2019), deutscher Schauspieler, Synchronsprecher und Intendant
- Sonnenschein, Siegfried (1909–1980), deutscher Pianist, Unterhaltungsmusiker und Komponist
- Sonnenschein, Simone, deutsche Jazz-Saxophonistin
- Sonnenschein, Valentin (1749–1828), deutscher Bildhauer, Stuckateur und Maler
- Sonnenschein, Werner (1942–2017), deutscher Sportwissenschaftler
- Sonnenschein, Werner (* 1951), deutscher Fußballspieler
- Sonnenschmidt, Friedrich Hermann (1801–1881), deutscher Jurist, Schriftsteller
- Sonnenschmidt, Georg Christian (1766–1838), deutscher Jurist in schwedischen und preußischen Diensten
- Sonnenschmidt, Rosina (* 1947), deutsche Musikethnologin und Autorin
- Sonnenshine, Rebecca, US-amerikanische Drehbuchautorin und Film- und Fernsehproduzentin
- Sonnenstuhl, Burkhardt Werner (* 1958), deutscher Agrarwissenschaftler, Initiator der Bio-Brotbox
- Sonnentag, Michael (* 1969), deutscher Jurist und Hochschullehrer
- Sonnentag, Sabine (* 1961), deutsche Psychologin und Hochschullehrerin
- Sonnenthal, Adolf von (1834–1909), österreichischer Schauspieler und RegisseurAdolf von Sonnenthal (1834–1909)

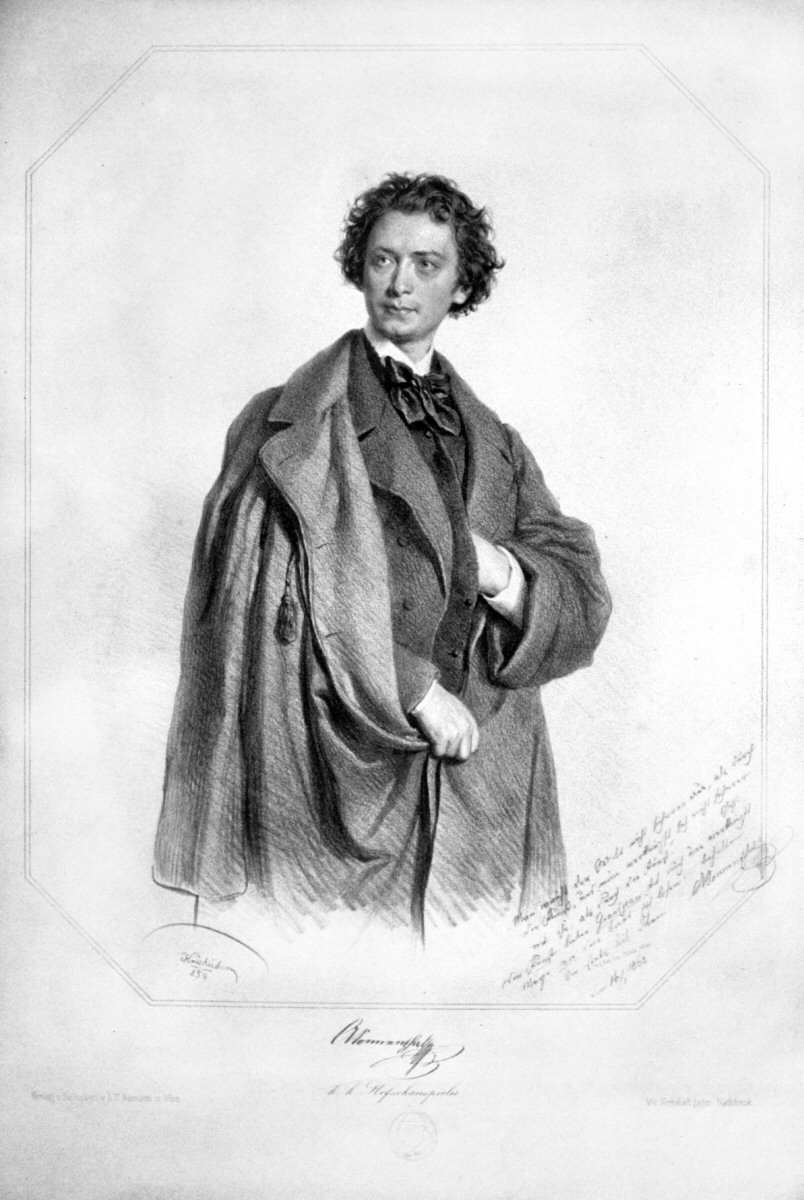
Adolf von Sonnenthal (1834–1909)

- Sonnentheil, Jürgen (* 1961), deutscher Kirchenmusiker
- Sonner, Danny (* 1972), nordirischer Fußballspieler
- Sonner, Franz (1879–1946), deutscher Politiker (Zentrum), MdR
- Sonner, Franz-Maria (* 1953), deutscher Schriftsteller
- Sonnerat, Pierre (1748–1814), französischer Naturwissenschaftler und Forscher
- Sonnery, Blaise (* 1985), französischer Radrennfahrer
- Sonneson, Gunter (* 1943), deutscher Film- und Theaterschauspieler, Entertainer und Sänger
- Sonnesyn, Alayna (* 1996), US-amerikanische Skilangläuferin
- Sonnet, Ewa (* 1985), polnisches Fotomodell und Popsängerin
- Sonnet, Frederic (* 1971), belgischer Tischtennisspieler
- Sonnet, Hermann (1881–1936), deutscher Komponist und Chorleiter
- Sonnett, Emily (* 1993), US-amerikanische FußballspielerinEmily Sonnett (* 1993)

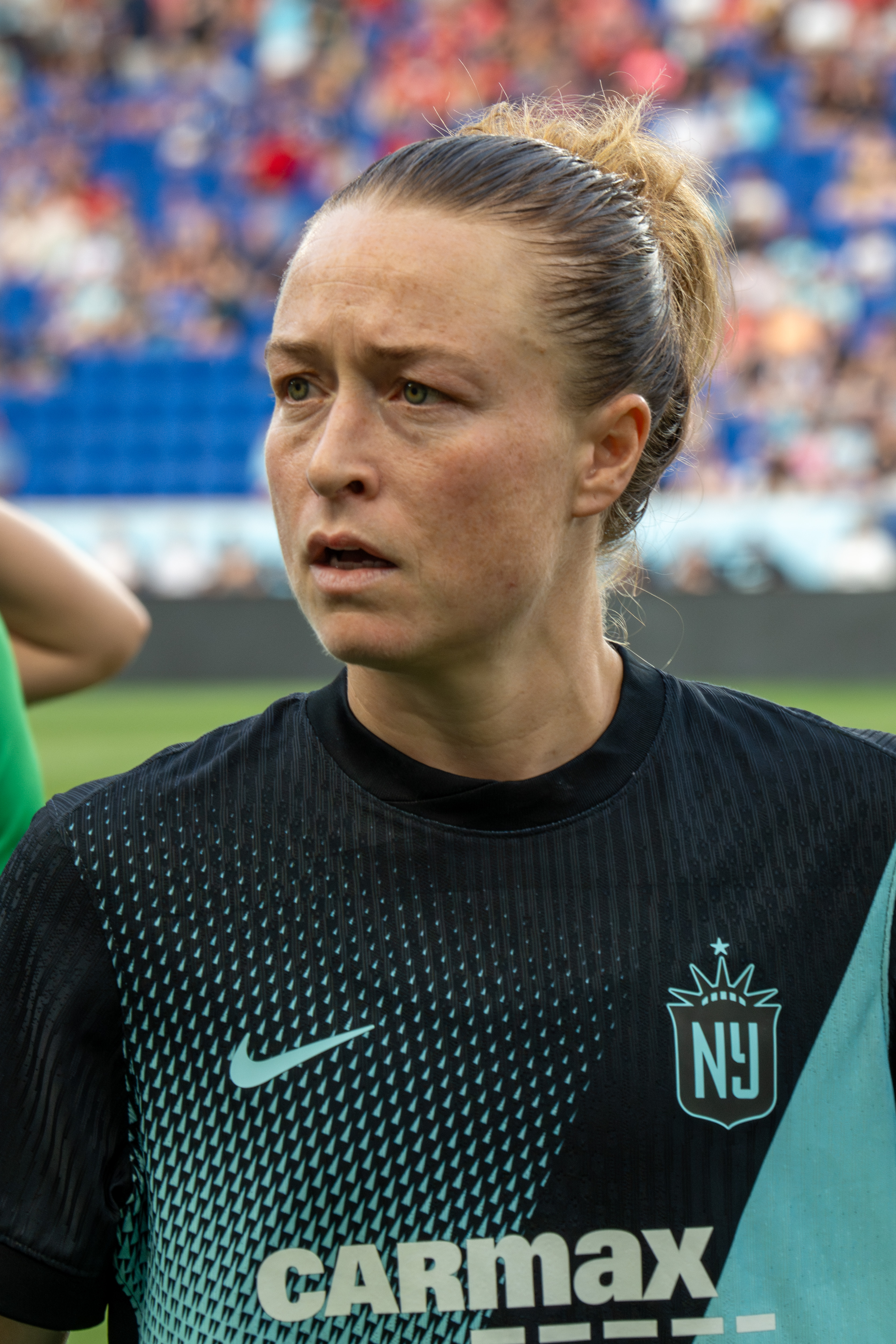
Emily Sonnett (* 1993)

- Sonneveld, Peter, niederländischer Mathematiker und Ingenieur
- Sonneveld, Wim (1917–1974), niederländischer Kabarettist und Sänger
- Sonnevi, Göran (* 1939), schwedischer Lyriker und Übersetzer
- Sonneville, Ferry (1931–2003), indonesischer Badmintonspieler und -funktionär
- Sonneville, Noa (* 2005), niederländische Volleyball- und Beachvolleyballspielerin
- Sonnewald, Carl August, deutscher Buchhändler und Antiquar
- Sonnewald, Uwe (* 1959), deutscher Biologe
- Sonnewend, Piotr (* 1953), polnischer Zeichner, Grafiker und Bühnenbildner

#### Sonnh
- Sonnholz, Gottfried (1695–1781), österreichischer Orgelbauer

#### Sonni
- Sonnichsen, Albert (1878–1931), US-amerikanischer Journalist, Schriftsteller und Abenteurer
- Sönnichsen, Andreas (* 1957), deutscher Wissenschaftler und Allgemeinmediziner
- Sönnichsen, Imke (* 1970), deutsche Illustratorin
- Sönnichsen, Janet (* 1973), deutsche Politikerin (parteilos), Bürgermeisterin von Rendsburg
- Sönnichsen, Johanna (1881–1968), deutsche Landschaftsmalerin
- Sönnichsen, Niels (1930–2021), deutscher Arzt, Dermatologe und AIDS-Forscher
- Sönnichsen, Peter (* 1953), deutscher Politiker (CDU), MdL
- Sönnichsen, Theo Erich, deutscher Kapitän und Schriftsteller
- Sonnier, Keith (1941–2020), US-amerikanischer Objektkünstler
- Sonnin, Ernst Georg (1713–1794), Hamburger Ingenieur und ArchitektErnst Georg Sonnin (1713–1794)

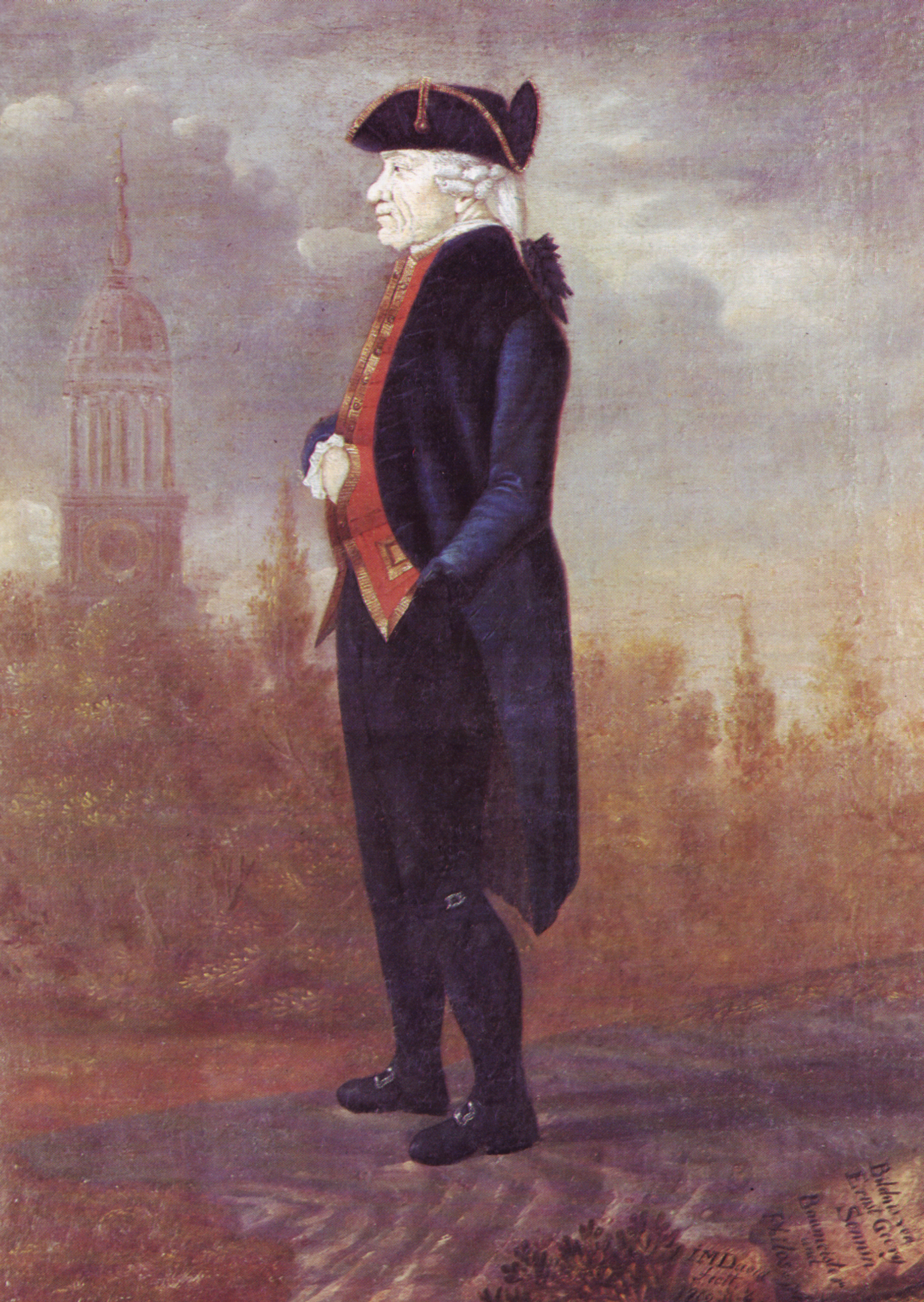
Ernst Georg Sonnin (1713–1794)

- Sonninen, Aatto (1922–2009), finnischer Phoniater
- Sönning, Rudolf (1904–1980), deutscher Sportler, Augenarzt und Politiker (FDP, CSU), MdL Bayern
- Sonnino, Sidney (1847–1922), italienischer und Politiker, Mitglied der Camera dei deputati, Ministerpräsident
- Sonnius, Franciscus (1506–1576), erster Bischof von Antwerpen

#### Sonnl
- Sonnleithner, Christoph (1734–1786), österreichischer Jurist und Komponist
- Sonnleithner, Franz von (1905–1981), österreichisch-deutscher Vertreter des Auswärtigen Amts im Führerhauptquartier bei Adolf Hitler
- Sonnleithner, Ignaz von (1770–1831), österreichischer Jurist
- Sonnleithner, Joseph (1766–1835), österreichischer Librettist, Komponist, Theaterdirektor und Archivar
- Sonnleithner, Leopold von (1797–1873), österreichischer Jurist
- Sonnleitner, Alois Theodor (1869–1939), tschechisch-österreichischer Pädagoge und Schriftsteller
- Sonnleitner, Eckart (* 1963), österreichischer Maler
- Sonnleitner, Fritz (1920–1984), deutscher Violinist und Konzertmeister
- Sonnleitner, Gerd (* 1948), deutscher Landwirt, Präsident des Deutschen Bauernverbandes
- Sonnleitner, Hans (1931–2021), deutscher Verleger
- Sonnleitner, Johann (* 1941), österreichischer und Schweizer Musikpädagoge, Organist, Cembalist und Musikhistoriker
- Sonnleitner, Johann (* 1958), österreichischer Germanist
- Sonnleitner, Klaus (* 1970), österreichischer römisch-katholischer Ordenspriester und Propst von St. Florian
- Sonnleitner, Marco (* 1965), deutscher Schriftsteller
- Sonnleitner, Mario (* 1986), österreichischer FußballspielerMario Sonnleitner (* 1986)

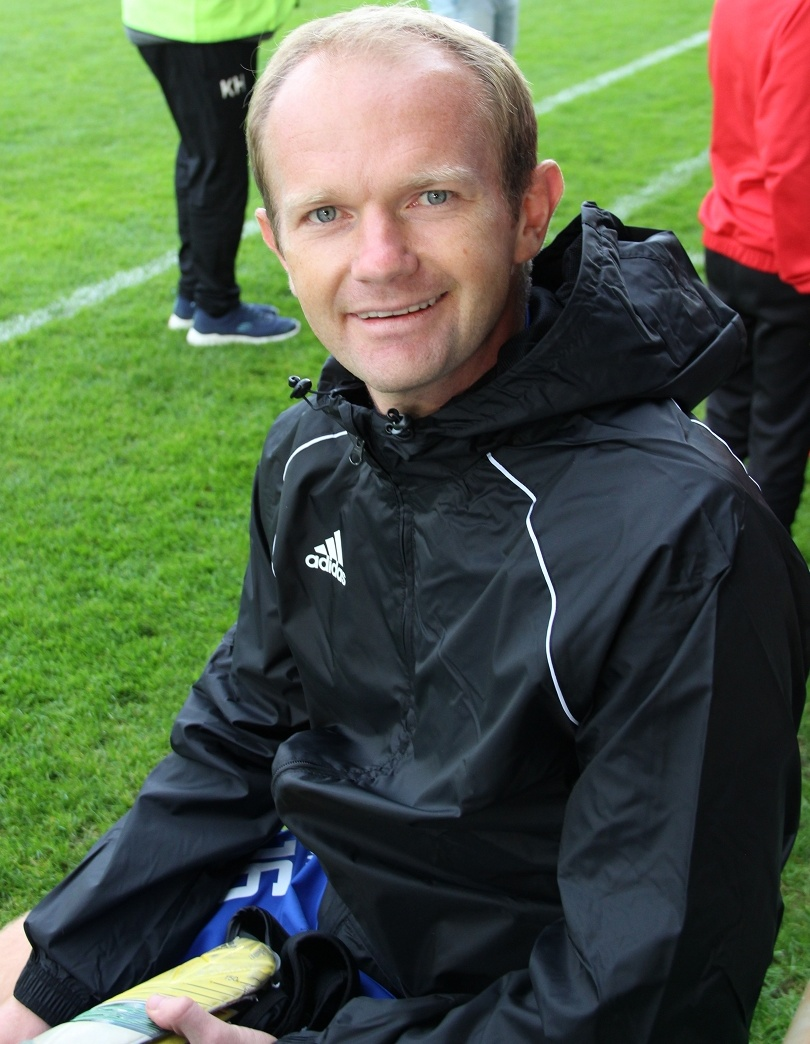
Mario Sonnleitner (* 1986)

- Sonnleitner, Norman (* 1978), deutscher Schauspieler
- Sonnleitner, Otto (1906–1985), deutscher Bildhauer
- Sonnleitner, Sissy (* 1953), österreichische Köchin
- Sonnleitner, Verena (* 1971), österreichische Beamtin und Bezirkshauptfrau in den Bezirken Mistelbach und Baden
- Sonnleitner, Walter (* 1947), österreichischer Wirtschaftsjournalist

#### Sonno
- Sonnois, Marie-Alphonse (1828–1913), französischer römisch-katholischer Geistlicher, Erzbischof von Cambrai

#### Sonnr
- Sonnrein, Heinrich (1911–1944), deutscher Fußballtorwart

#### Sonnt
- Sonntag, Aloys (1913–1979), deutscher Architekt
- Sonntag, Andreas (1953–2008), deutscher Politiker (CDU), MdL
- Sonntag, Andreas II. († 1587), elfter Abt der Reichsabtei Ochsenhausen
- Sonntag, August (1832–1860), deutscher Astronom und Polarforscher
- Sonntag, Beatrice (* 1979), deutsche Autorin
- Sonntag, Bernd (* 1963), deutscher Tischtennisspieler
- Sonntag, Brunhilde (1936–2002), deutsche Komponistin, Musikwissenschaftlerin und Musiklehrerin
- Sonntag, Carl jun. (1883–1930), deutscher Kunstbuchbinder
- Sonntag, Christian (1910–1945), deutscher Oberst der Wehrmacht
- Sonntag, Christoph (1654–1717), deutscher evangelisch-lutherischer Theologe
- Sonntag, Christoph (* 1962), deutscher KabarettistChristoph Sonntag (* 1962)

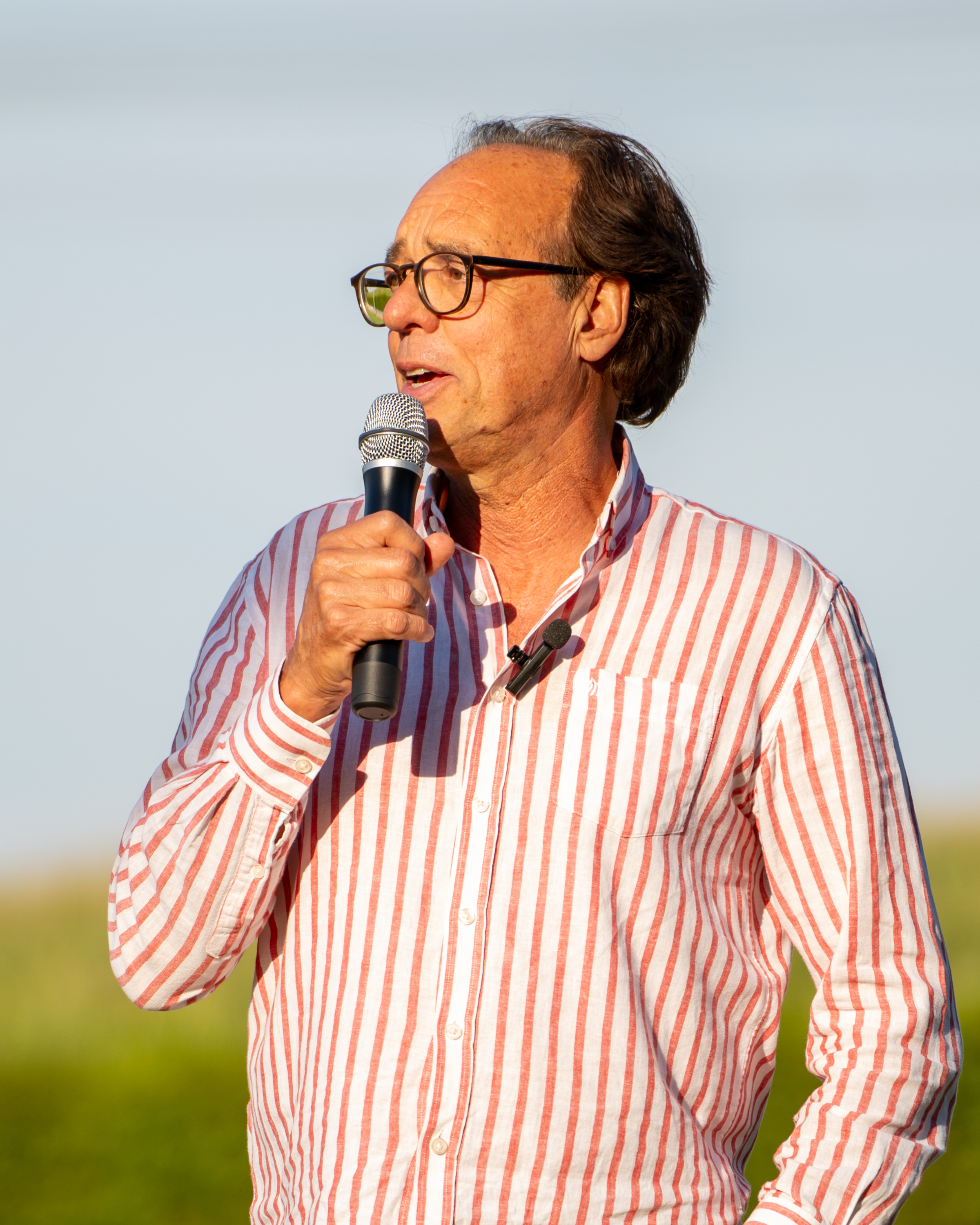
Christoph Sonntag (* 1962)

- Sonntag, Clemens von (1936–2013), deutscher Chemiker
- Sonntag, Erich (1881–1952), deutscher Chirurg und Hochschullehrer in Leipzig
- Sonntag, Frank (* 1945), deutscher Kardiologe
- Sonntag, Franz (1922–1996), deutscher Verbandsfunktionär, Vorsitzender des Bundes der Kriegsblinden Deutschlands
- Sonntag, Franz Peter (1920–1987), deutscher römisch-katholischer Geistlicher und Professor für Kirchengeschichte und Patrologie
- Sonntag, Gabriel (1873–1905), deutscher Ordensbruder und Märtyrer
- Sonntag, Georg von (1786–1841), russisch-US-amerikanischer Marineoffizier
- Sonntag, Gerd (* 1954), deutscher Künstler
- Sonntag, Gerd (* 1962), deutscher Schriftsteller
- Sonntag, Gottfried (1846–1921), deutscher Komponist
- Sonntag, Hans-Günther (1938–2024), deutscher Mikrobiologe und Hochschullehrer
- Sonntag, Hans-Hubert (* 1954), deutscher Schachspieler
- Sonntag, Heinz Rudolf (1940–2015), deutscher Soziologe und Hochschullehrer
- Sonntag, Henry (1926–2016), deutscher Turner
- Sonntag, Ingrid (* 1953), deutsche Lektorin und Verlagshistorikerin, Herausgeberin und Organisatorin literarischer Veranstaltungen
- Sonntag, Jan (* 1973), deutscher Musiktherapeut
- Sonntag, Jan-Peter E.R. (* 1965), deutscher Künstler und Komponist
- Sonntag, Johann Philipp (1778–1845), badischer Politiker und Papierfabrikant
- Sonntag, Johann Tobias (1716–1774), deutscher Maler
- Sonntag, Johannes (1863–1945), deutscher Apotheker und Homöopath
- Sonntag, Jörg (* 1977), deutscher Historiker
- Sonntag, Julia (* 1991), deutsche Hockeytorhüterin
- Sonntag, Jürgen (* 1940), deutscher Fluchthelfer
- Sonntag, Karl (1915–1982), deutscher Politiker (SPD), Bürgermeister und MdL Bayern
- Sonntag, Karl Gottlob (1765–1827), deutschbaltischer Theologe
- Sonntag, Kuneš (1878–1931), tschechischer Jurist, Politiker und Finanzminister
- Sonntag, Kurt (1877–1938), deutscher Reichsgerichtsrat
- Sonntag, Kurt L. (* 1964), US-amerikanischer Offizier, Generalmajor der US-Army
- Sonntag, Laura (* 1989), deutsche Schauspielerin
- Sonntag, Lena (* 2004), deutsche Leichtathletin in der Disziplin Gehen
- Sonntag, Leopold (1830–1896), badischer Verwaltungsjurist
- Sonntag, Ludwig Heinrich (1924–2006), deutscher SS-Offizier und verurteilter Kriegsverbrecher
- Sonntag, Michael (* 1978), deutscher Autor, Künstler und Kultur- und Literaturwissenschaftler
- Sonntag, Olga (1923–2010), deutsche Kunsthistorikerin
- Sonntag, Patrick (* 1989), deutscher Fußballspieler
- Sonntag, Paul (1890–1945), deutscher Buchdrucker und ein Opfer der NS-Kriegsjustiz
- Sonntag, Paul (1900–1988), deutscher Landrat
- Sonntag, Petra (* 1957), deutsche Judoka
- Sonntag, Philipp (* 1938), deutscher Wissenschaftler und Autor
- Sonntag, Philipp († 2001), deutscher Militärmusiker
- Sonntag, Philipp (* 1941), deutscher Schauspieler und RegisseurPhilipp Sonntag (* 1941)

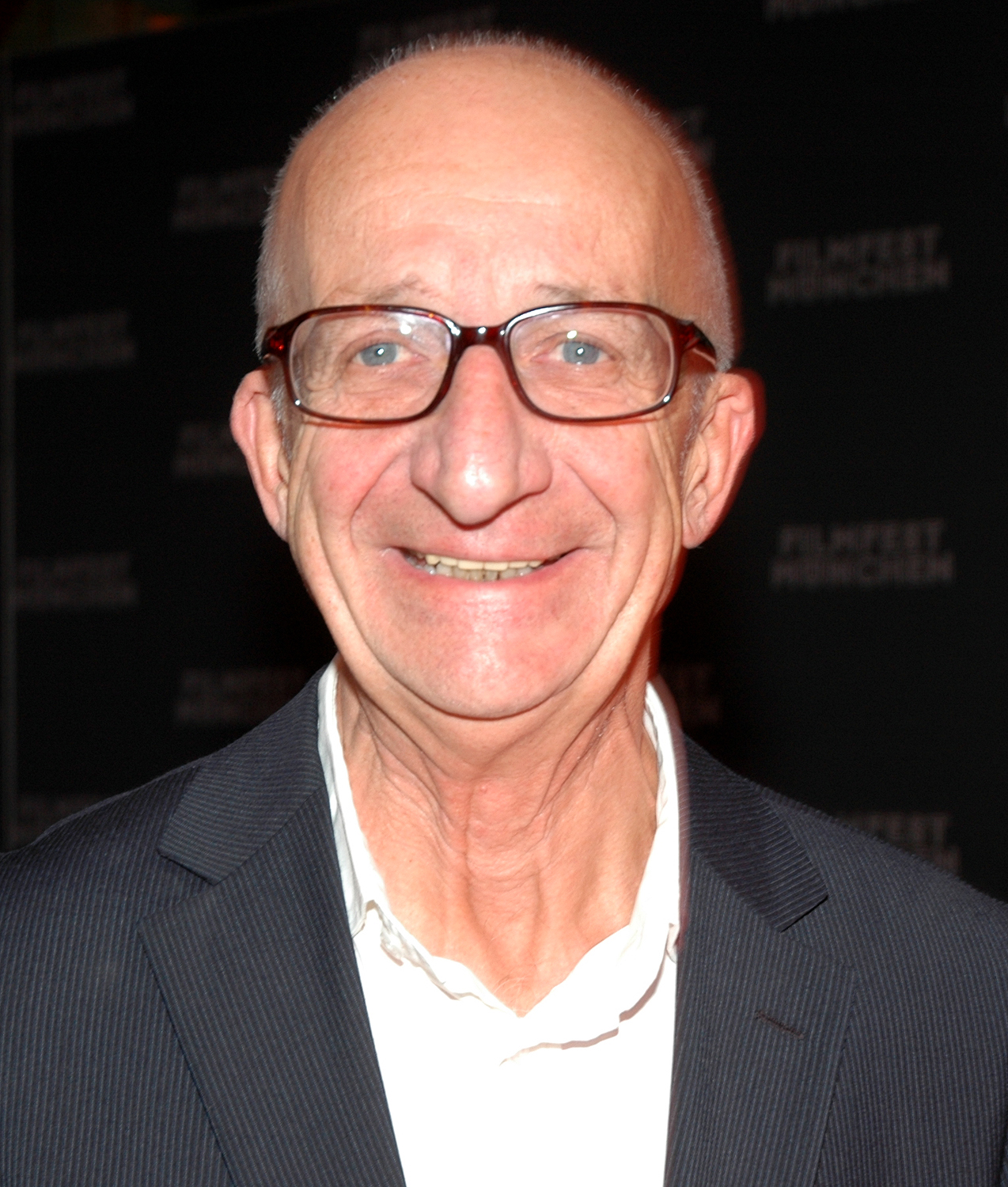
Philipp Sonntag (* 1941)

- Sonntag, Rainer (1955–1991), deutscher Neonazi
- Sonntag, Ralph (* 1968), deutscher Betriebswirtschaftler und Wirtschaftsinformatiker
- Sonntag, Richard (* 1957), deutscher Journalist und Eventmanager
- Sonntag, Roselore (1934–2025), deutsche Kunstturnerin
- Sonntag, Severin (* 1995), deutscher Schauspieler
- Sonntag, Thomas (* 1996), deutscher Fußballspieler
- Sonntag, Ulrike (* 1959), deutsche Opern-, Lied- und Konzertsängerin (Sopran)
- Sonntag, Waldemar (1844–1912), deutscher evangelischer Geistlicher
- Sonntag, Walter (1899–1959), deutscher Politiker (SPD), MdA
- Sonntag, Walter (1907–1948), deutscher KZ-Zahnarzt, Kriegsverbrecher
- Sonntag, Walter (* 1927), deutscher ehemaliger Radrennfahrer und nationaler Meister im Radsport
- Sonntag, Werner (1926–2021), deutscher Journalist und Langstreckenläufer
- Sonntag, Werner (1930–2007), deutscher Politiker (SPD), MdBB
- Sonntag, Wilhelm Ludwig von (1745–1818), deutschamerikanischer Offizier und Geschäftsmann in den USA
- Sonntag, William Louis (1822–1900), US-amerikanischer Landschaftsmaler der Hudson River School
- Sonntag, Zacharias (1683–1738), deutscher Maler
- Sonntag-Ramirez Ponce, Ingrid (* 1966), deutsche Zeichnerin, Malerin und ProjektkünstlerinIngrid Sonntag-Ramirez Ponce (* 1966)

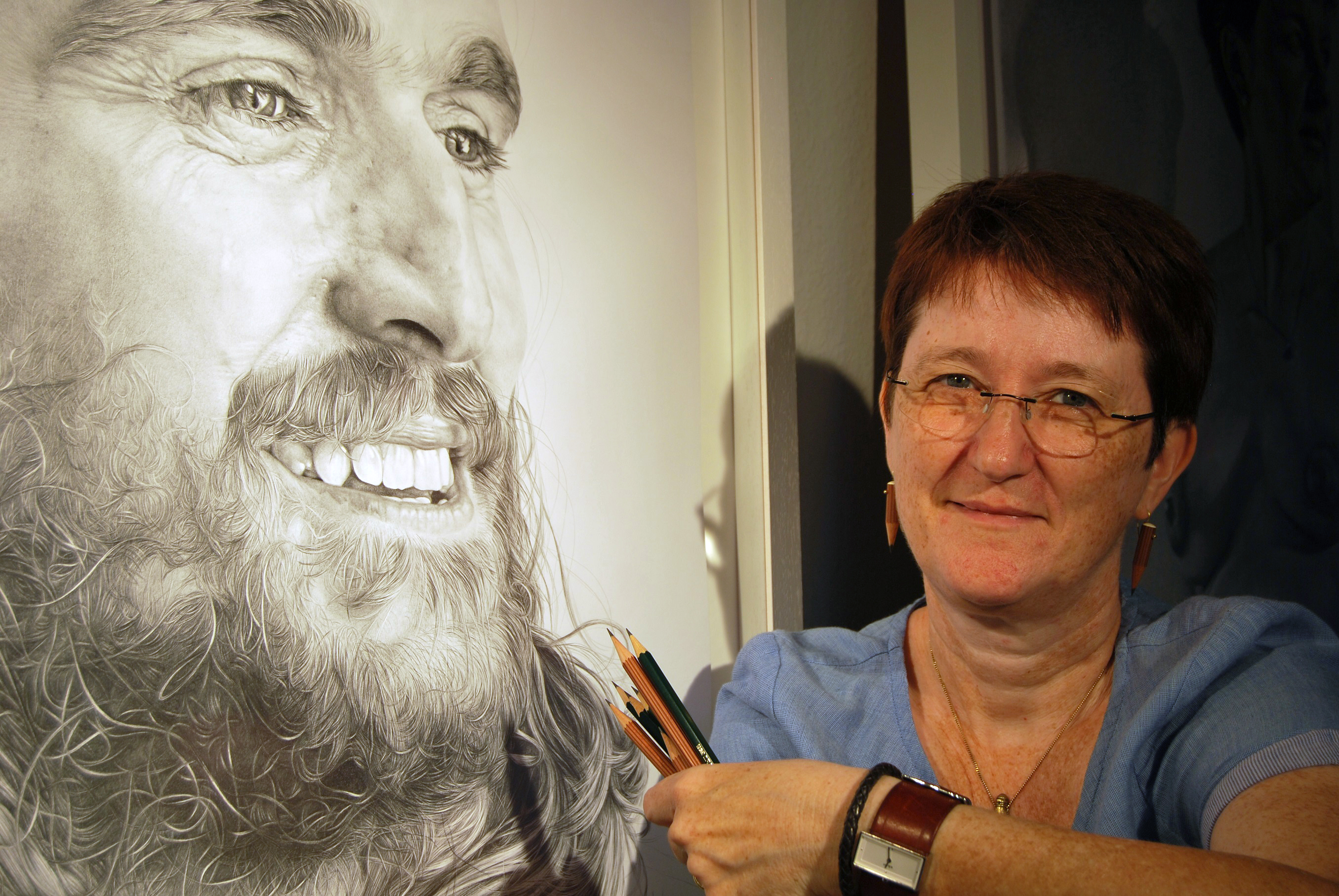
Ingrid Sonntag-Ramirez Ponce (* 1966)

- Sonntag-Uhl, Emmy (1860–1913), österreichische Sängerin (Mezzosopran)
- Sonntag-Wolgast, Cornelie (* 1942), deutsche Politikerin (SPD), MdB

#### Sonny
- Sonny Anderson (* 1970), brasilianischer FußballspielerSonny Anderson (* 1970)

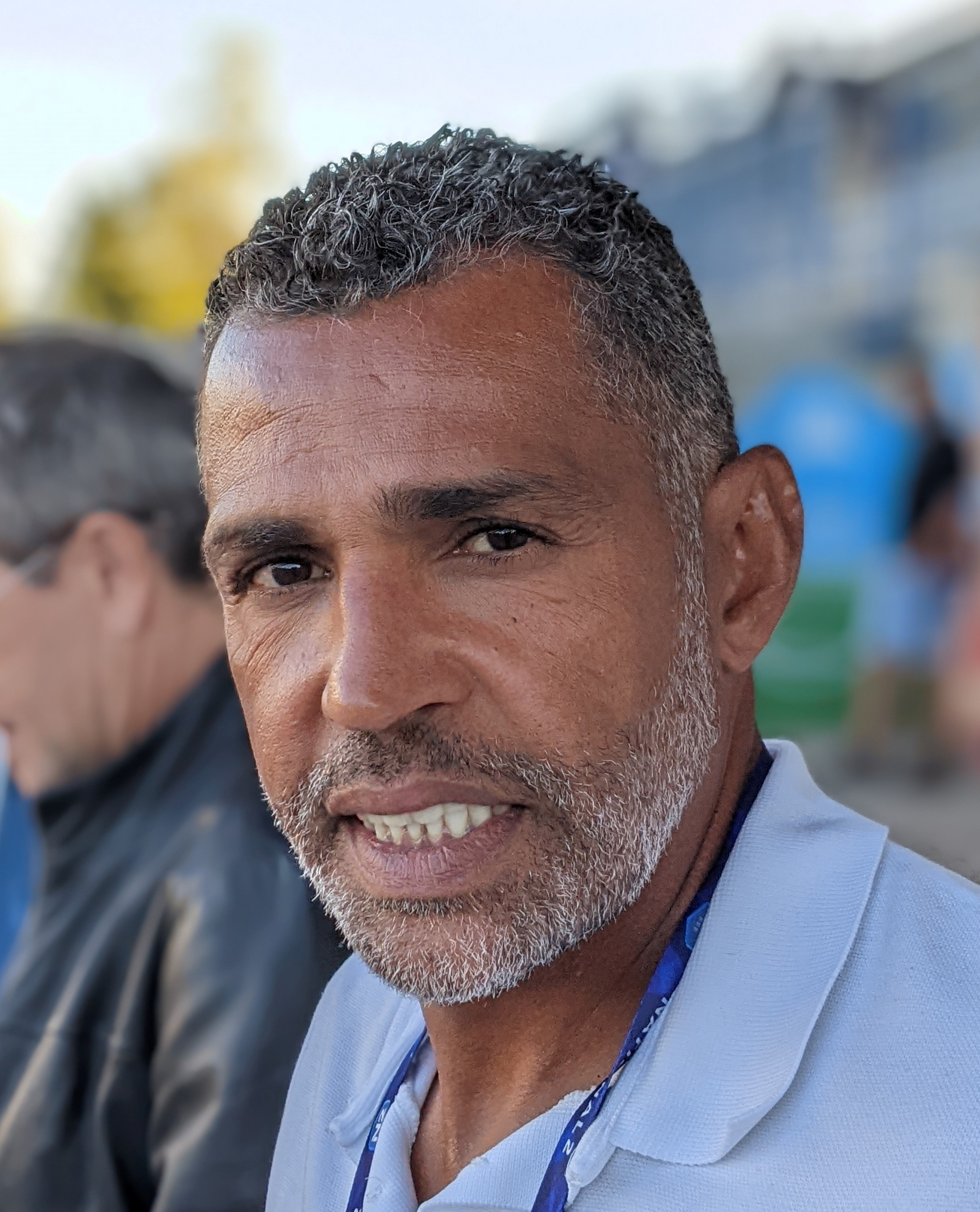
Sonny Anderson (* 1970)

- Sonný Lára Þráinsdóttir (* 1986), isländische Fußballspielerin
- Sonny, Philine, deutsche Musikerin

### Sono
- Sono, Ayako (1931–2025), japanische Schriftstellerin
- Sono, Bamuza (* 1980), südafrikanischer Fußballspieler
- Sono, Jomo (* 1955), südafrikanischer Fußballspieler und -trainer
- Sono, Masazō (1886–1969), japanischer Mathematiker
- Sono, Sion (* 1961), japanischer Regisseur, Schauspieler, Produzent, Drehbuchautor und Dichter
- Sonobe, Gisaburō (1911–2024), japanischer Supercentenarian
- Sonobe, Tsutomu (* 1958), japanischer Fußballspieler
- Sonobe, Wakana (* 2008), japanische Tennisspielerin
- Sonoda, Eici (1958–2015), deutsch-japanischer Maler
- Sonoda, Hiroyuki (1942–2018), japanischer Politiker
- Sonoda, Isamu (* 1946), japanischer Judoka
- Sonoda, Jun (* 1989), japanischer Fußballspieler
- Sonoda, Keigo (* 1990), japanischer Badmintonspieler
- Sonoda, Kenichi (* 1962), japanischer Mangaka und Charakterdesigner
- Sonoda, Ryūji (* 1973), japanischer Judoka
- Sonoda, Shūta (* 1969), japanischer Fußballspieler
- Sonoda, Sunao (1913–1984), japanischer Politiker
- Sonoda, Takahiro (1928–2004), japanischer Pianist
- Sonoda, Takuma (* 1993), japanischer Fußballspieler
- Sonoda, Takuya (* 1984), japanischer Fußballspieler
- Sonoda, Yoshio (1945–2018), japanischer Judoka
- Sonogashira, Kenkichi (* 1931), japanischer Chemiker
- Sonognini, Lorenzo (* 1970), Schweizer Museumsdirektor und Umweltberater
- Sonoi, Keiko (1913–1945), japanische Schauspielerin
- Soñora, Alan (* 1998), US-amerikanisch-argentinischer Fußballspieler
- Soñora, Joel (* 1996), argentinisch-amerikanischer Fußballspieler
- Sonoré, Josef (1791–1853), preußischer Offizier, Landrat des Kreises Waldbröl
- Sonowal, Sarbananda (* 1962), indischer Politiker
- Sonoy, Dietrich (1529–1597), niederländischer Kriegsherr

### Sonr
- Sonreck, Franz Wilhelm (1822–1900), deutscher Orgelbauer
- Sonrel, Elisabeth (1874–1953), französische Malerin und Illustratorin des Jugendstils

### Sons
- Sons, Rolf (* 1961), deutscher Pfarrer und ehemaliger Rektor des Albrecht-Bengel-Haus
- Sonsalla, Benno (1888–1945), deutscher römisch-katholischer Geistlicher, Franziskaner und Märtyrer
- Sonsbeeck, Herman van (1796–1869), niederländischer Jurist und Politiker
- Sonses, Bilal (* 1989), türkischer Popmusiker
- Sonshine, Barry (1948–2020), kanadischer Reiter
- Sonsky, Milt (* 1941), US-amerikanischer Speerwerfer
- Sonsona, Marvin (* 1990), philippinischer Boxer im Superfliegengewicht
- Sønsteby, Gunnar (1918–2012), norwegischer Widerstandskämpfer aus der Zeit der deutschen BesetzungGunnar Sønsteby (1918–2012)

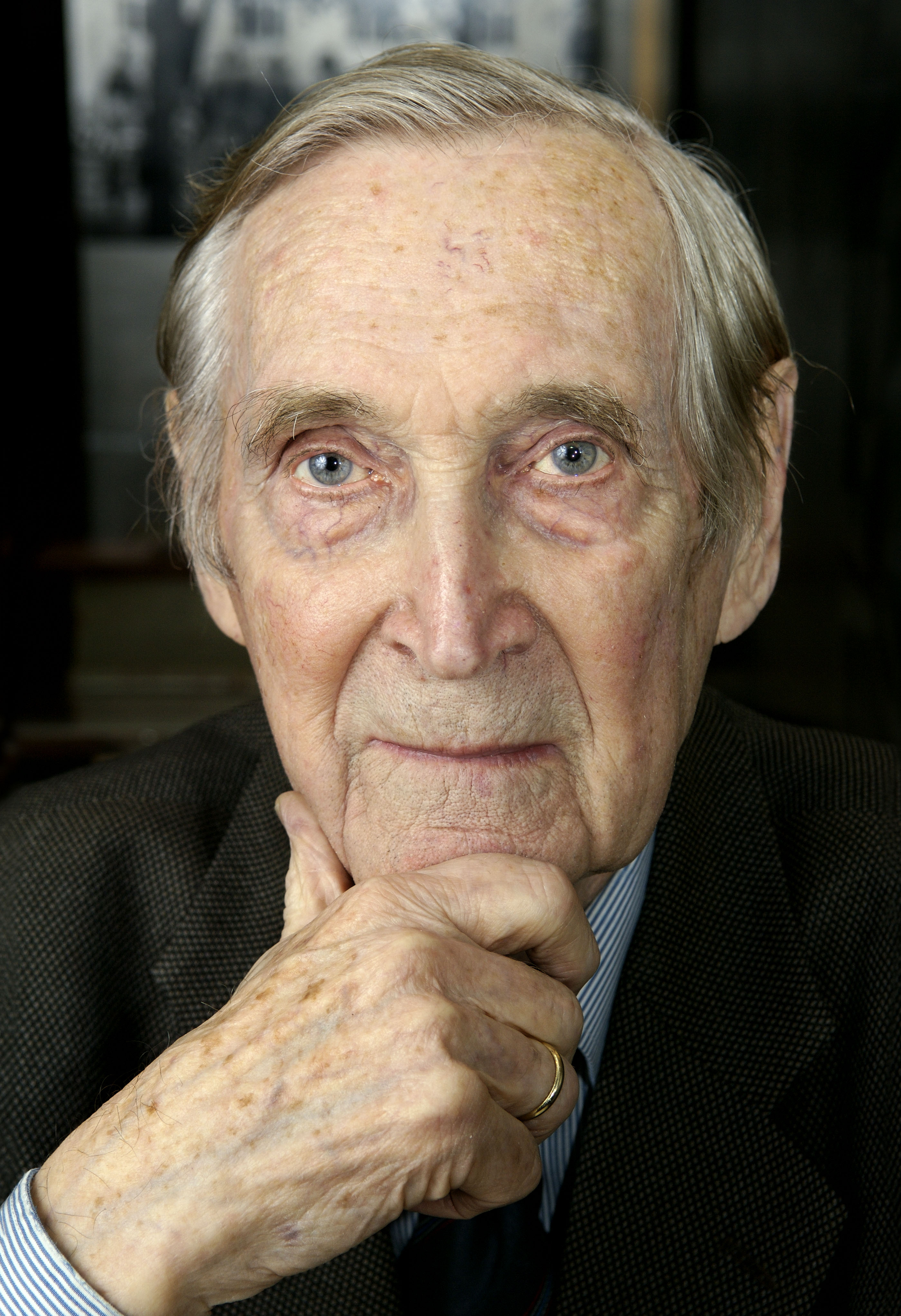
Gunnar Sønsteby (1918–2012)

- Sønsteby, Lars Gunnar (* 1970), norwegischer Basketballspieler
- Sønsteng, William (* 2007), norwegischer Geräteturner
- Sønstevold, Anja (* 1992), norwegische Fußballspielerin
- Sønstevold, Gunnar (1912–1991), norwegischer Komponist

### Sont
- Sontag, Andrzej (* 1951), polnischer Leichtathlet
- Sontag, Ernst (1873–1955), deutscher Jurist
- Sontag, Franz (1783–1819), deutscher Sänger und Schauspieler
- Sontag, Franz-Josef (1883–1961), deutscher konservativer Journalist und politischer Schriftsteller
- Sontag, Franziska (1788–1865), deutsche Opernsängerin (Sopran) und Theaterschauspielerin
- Sontag, Guido (1821–1889), preußischer Generalmajor
- Sontag, Guido (1858–1931), preußischer General der Infanterie
- Sontag, Helmut (1934–1988), deutscher Bibliothekar
- Sontag, Henriette (1806–1854), deutsche Opernsängerin (Sopran)Henriette Sontag (1806–1854)

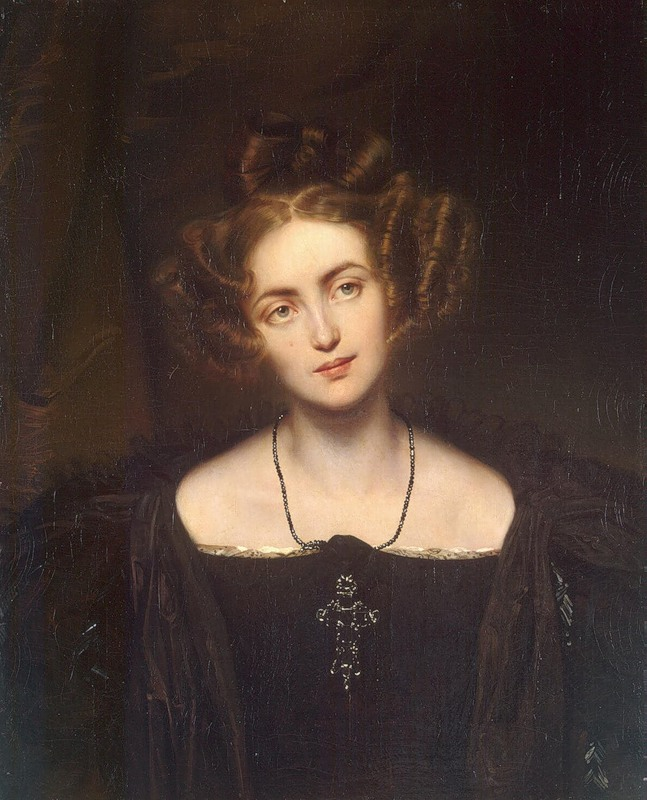
Henriette Sontag (1806–1854)

- Sontag, Jacques-Emile (1869–1918), lateinischer Erzbischof von Isfahan
- Sontag, Jeanine (1925–1944), jüdische Widerstandskämpferin gegen den Nationalsozialismus
- Sontag, Johannes (1884–1941), deutscher Marineoffizier, zuletzt Admiralarzt
- Sontag, Julia (* 1988), deutsche Theater- und Fernsehschauspielerin
- Sontag, Karl (1828–1900), deutscher Schauspieler
- Sontag, Leo (1857–1929), preußischer General der Infanterie
- Sontag, Lina (* 2003), deutsche Basketballspielerin
- Sontag, Nina (1811–1879), deutsche Opernsängerin (Sopran) und Nonne
- Sontag, Raymond (1897–1972), US-amerikanischer Historiker
- Sontag, Richard (1835–1910), deutscher Rechtswissenschaftler und Hochschullehrer
- Sontag, Susan (1933–2004), US-amerikanische Schriftstellerin, Essayistin und PublizistinSusan Sontag (1933–2004)

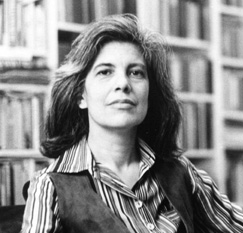
Susan Sontag (1933–2004)

- Sontaya Thotam (* 1999), thailändischer Fußballspieler
- Söntgen, Beate (* 1963), deutsche Kunsthistorikerin
- Sontheim, Heinrich (1820–1912), deutscher Opernsänger (Tenor)
- Sontheim, Johann Georg von (1790–1860), württembergischer Generalleutnant und Kriegsminister
- Sontheimer, Alexandra (* 1987), deutsche Radrennfahrerin
- Sontheimer, Günther-Dietz (1934–1992), deutscher Indologe
- Sontheimer, Hans (1906–1981), österreichischer Maler und Bildhauer
- Sontheimer, Kurt (1928–2005), deutscher Politikwissenschaftler
- Sontheimer, Michael (* 1955), deutscher Journalist und BuchautorMichael Sontheimer (* 1955)

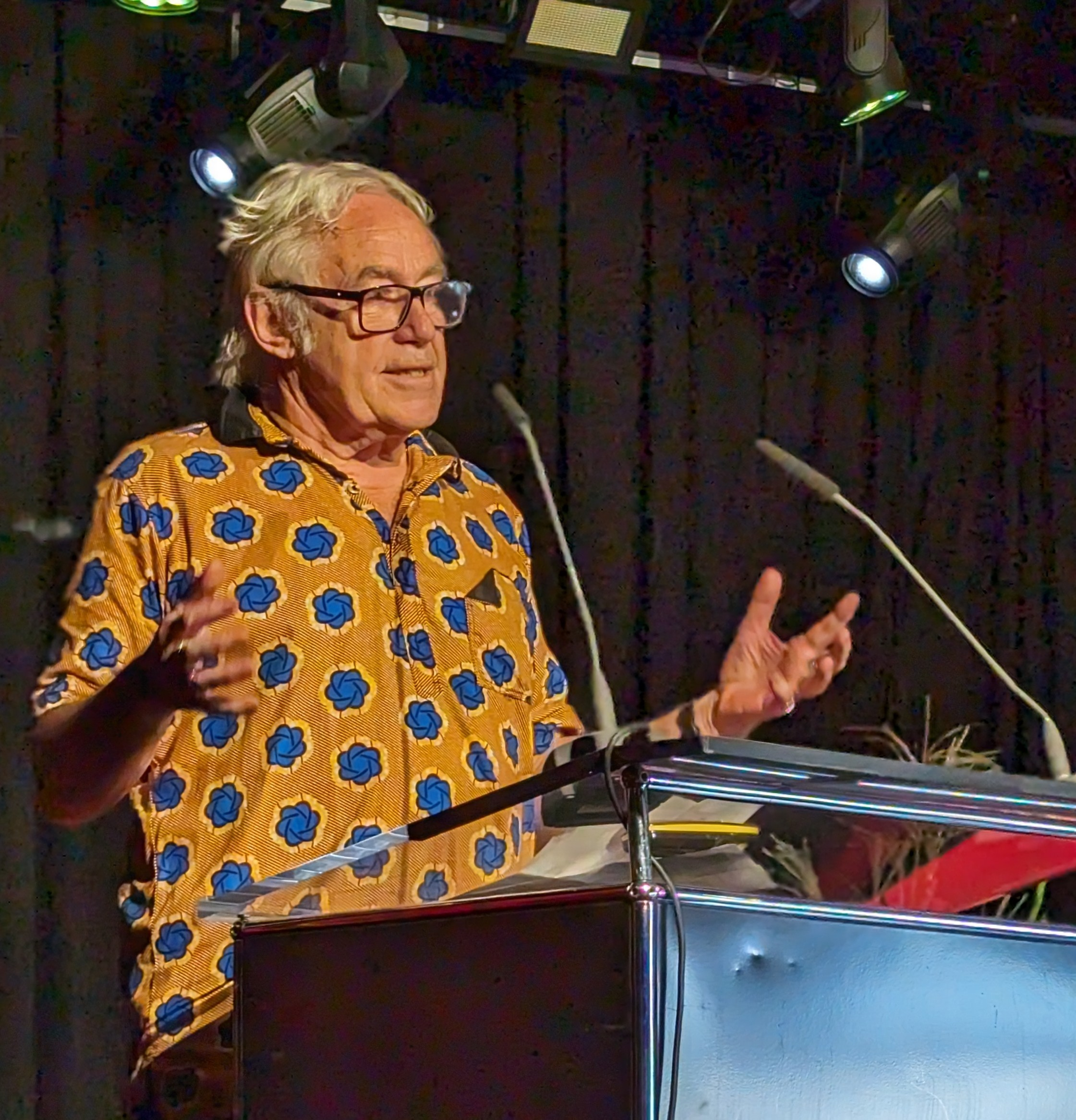
Michael Sontheimer (* 1955)

- Sontheimer, Patrick (* 1998), deutscher Fußballspieler
- Sontheimer, Steffen (* 1990), deutscher Pokerspieler
- Sontheimer, Walther (1890–1984), deutscher Klassischer Philologe und Gymnasialdirektor
- Sonthesan Sua (* 1797), Kriegsminister im Königreich Vientiane
- Sonthi Boonyaratglin (* 1946), thailändischer Militär, Generalleutnant der thailändischen Landstreitkräfte, Putschist
- Sontoneff, Maximiliane († 1905), Schriftstellerin
- Sontonga, Enoch Mankayi († 1905), südafrikanischer Komponist und Methodist
- Sontow, Ernst (1918–2001), deutscher Fußballspieler
- Sontowski, Rainer (* 1959), deutscher Publizist und Politiker (SPD), Staatssekretär

### Sonu
- Sonuga, Pepi (* 1993), nigerianisch-US-amerikanische Schauspielerin
- Sonus030 (* 1989), deutsch-indischer Musikproduzent und Songwriter

### Sonv
- Sonvico, Werner (1918–1989), österreichischer Zeitungsjournalist
- Sonvilla-Weiss, Stefan (* 1961), österreichischer Kommunikationswissenschaftler und Hochschullehrer

### Sonz
- Sonzogno, Edoardo (1836–1920), italienischer Musikverleger
- Sonzogno, Giulio Cesare (1906–1976), italienischer Komponist